# Notruf

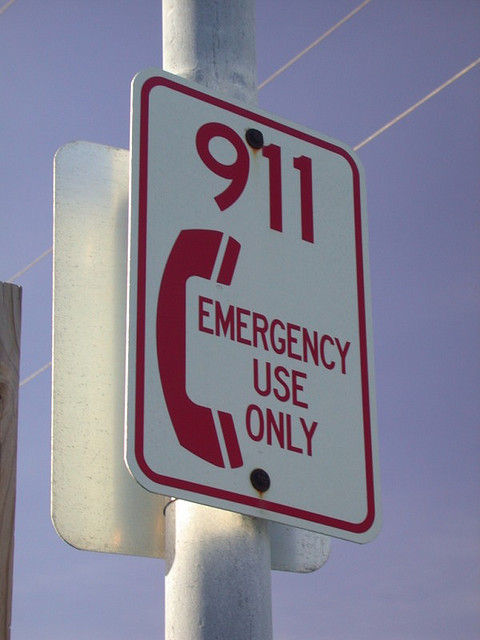
911 wird in einigen Ländern des amerikanischen Kontinentes genutzt

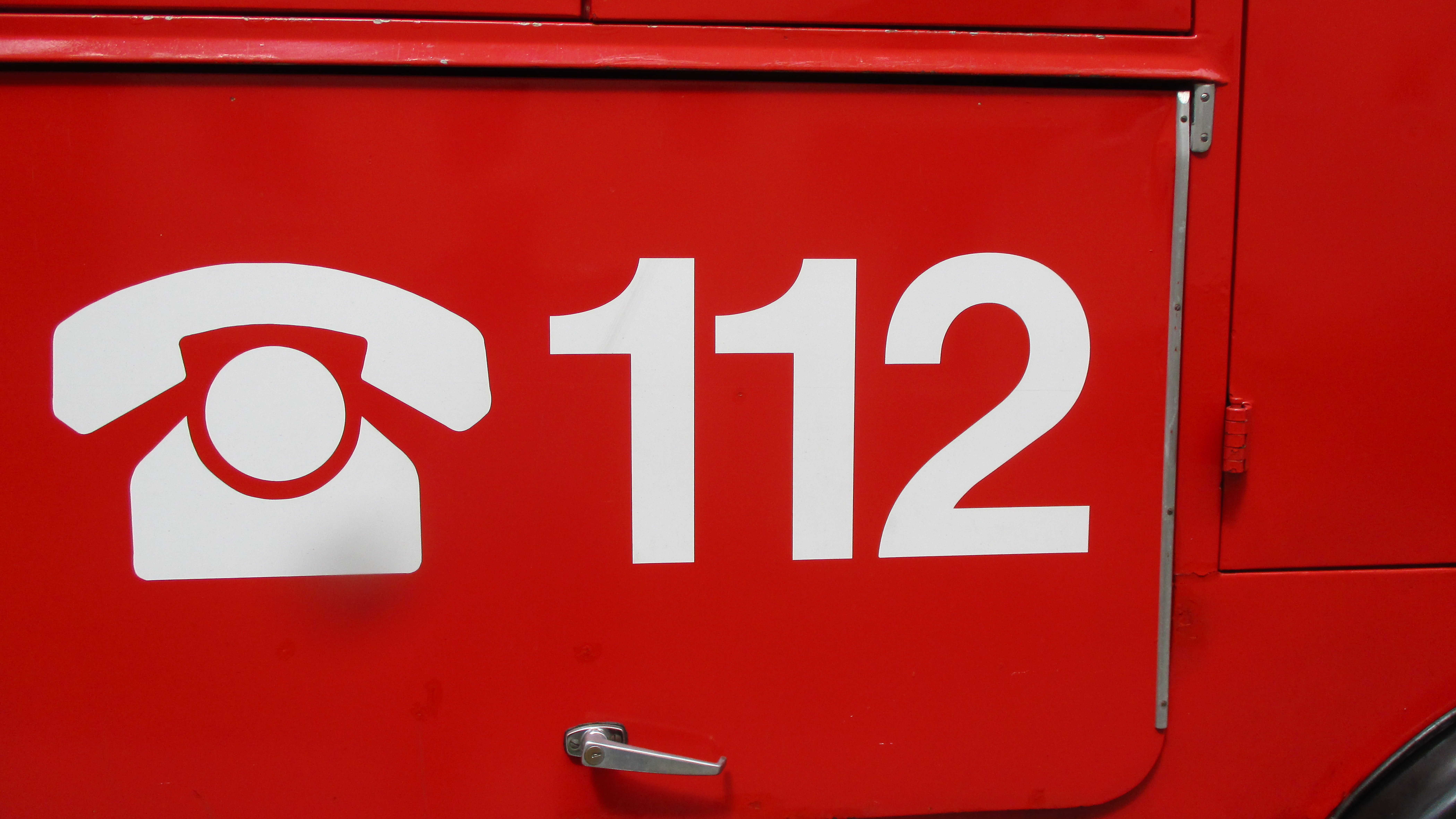
112 ist die gemeinsame europäische Nummer

Ein Notruf ist ein Signal, das übermittelt wird, um bei einem Notfall professionelle Helfer wie Rettungsdienste, Feuerwehren oder die Polizei zu alarmieren. Je nach Situation wird bei der Rufannahme entschieden, ob ein Einsatz erfolgt.
Der Notruf kann über verschiedene Kommunikationskanäle abgesetzt werden, gewöhnlich telefonisch, aber auch über Rufsäulen, Fax, Seenotsignale und Funk (z. B. Amateur-, Betriebs-, See- oder Flugfunk; oft über bestimmte Notruf-Frequenzen). Auch elektronisch via Internet, etwa per E-Mail oder Mobile App am Smartphone, können heutzutage mancherorts Notrufe abgesetzt werden. Für Gehörlose ist etwa in Österreich auch eine Mobiltelefonnummer zur Kommunikation per SMS eingerichtet. International anerkannte Notsignale sind etwa „SOS“ oder „Mayday“ in geschriebener oder gerufener Sprache, sowie als Morsecode ▄ ▄ ▄ ▄▄▄ ▄▄▄ ▄▄▄ ▄ ▄ ▄ . In der wortlosen Kommunikation gelten, z. B. in den Bergen (Alpines Notsignal) oder auf See, regelmäßiges Blinken mit einer Lichtquelle oder Winken mit beiden Armen, sowie dauerhaft wiederholtes Hupen, Knallen oder Pfeifen als Notsignale, bei Verschüttung auch gleichmäßiges Klopfen (z. B. an ein Rohr).
Die einheitliche (Telefon-)Euronotrufnummer 112 gilt in allen Mitgliedstaaten der Europäischen Union und der EFTA sowie in Russland, der Ukraine und einigen weiteren Ländern in Europa seit 11. Februar 1991. In Kanada, Mexiko und den USA ist hingegen 911 die übliche Notrufnummer.

## Allgemeines

Die Rettungskette

Notrufe spielen eine entscheidende Rolle im Konzept der Rettungskette. Es ist zwischen gezielten Notrufen, also dem direkten Anrufen bei einer Leitstelle, und ungezielten Notrufen wie der Abgabe des alpinen Notsignals zu unterscheiden, mit dem man sich bei Menschen in der Umgebung bemerkbar macht, die dann gegebenenfalls ihrerseits die erforderlichen Hilfsdienste herbeirufen. Telefone, mit denen gezielt Notrufe abgesetzt werden können, sind in öffentlichen Einrichtungen und größeren Gebäuden durch die Sicherheitszeichen Brandmeldetelefon oder Notruftelefon gekennzeichnet.
Notrufe können auch automatisiert ausgelöst werden, beispielsweise wenn sich eine Person nicht mehr meldet, wie bei einer Totmanneinrichtung oder durch die Sicherheitsuhr bei einem Hausnotrufgerät. Auch das Auslösen einer Brandmeldeeinrichtung kann man als Notruf bezeichnen (siehe auch tonfrequentes Übertragungssystem). Weit verbreitet sind auch Notrufsender für Menschen, die in ihrer Bewegung eingeschränkt sind. Sie tragen einen Funksender bei sich, der bei Knopfdruck einen Impuls an ein Zusatzgerät am Telefon in der Wohnung sendet, welches dann automatisch an eine vorher definierte Leitstelle den Alarm weitergibt. Solche Systeme nennt man Rufhilfe oder Hausnotruf. Des Weiteren gibt es stille Einbruchs- und Überfallalarme, die in der Leitstelle der örtlichen Polizei auflaufen.
Mit der Weiterentwicklung des Mobiltelefons sowie des Global Positioning System (GPS) haben sich weitere Möglichkeiten eröffnet. So gibt es Notrufsender, die in Kraftfahrzeugen eingebaut sind und bei einem Unfall durch abnormale Lageveränderungen automatisch einen Notruf an die Leitstellen der Verkehrsclubs – wie ADAC oder ÖAMTC – absetzen.
Durch die Verbreitung der Mobiltelefone hat sich ergeben, dass oft die vor Ort angebotenen Notrufsysteme kaum mehr genutzt werden, was aber andererseits dazu führt, dass die Verständigungszeiten verlängert statt verkürzt werden. So passiert es oft bei Unfällen in Tunneln, dass nicht über die Telefone der Notrufnischen, sondern über Handys langwierig alarmiert wird. Der Verzicht auf die Nutzung der Notrufnischen erschwert dabei der Überwachungszentrale die genaue Lokalisierung der Unfallstelle und verhindert bzw. verzögert zudem die Aktivierung automatischer Notfallmaßnahmen wie z. B. die Verstärkung der Beleuchtung.

### Geschichte
Damit in Notsituationen Menschen helfend eingreifen konnten, hatten gemäß Anordnungen des 18. Jahrhunderts zur Brandverhütung im Kurfürstentum Trier und in weiteren Kurfürstentümer des Heiligen Römischen Reiches Nachtwächter „mit einem Blashorn Lärmen zu machen“, an die Türen und Fenster zu klopfen und „wo eine Thurm- oder Sturmglocke vorhanden ist, dieselbe läuten zu lassen“.

## Sprachnotruf per Telefon
Der Notruf, der die meisten Menschen direkt im Unglücksfall betrifft, ist der telefonische. Für das Verhalten und die wesentlichen Informationen beim Tätigen eines Notrufs wurden einige Regeln über die Angaben erstellt, die das problemlose Abwickeln erleichtern sollen:
Der Anrufer sollte erst auflegen, wenn die angerufene Leitstelle keine Fragen mehr hat und das Gespräch beendet. Das Nennen der Rückrufnummer ist wünschenswert, weil dadurch die Möglichkeit besteht, bei Rückfragen Kontakt mit der mitteilenden Person aufzunehmen. Dies ist vor allem dann erforderlich, wenn die Rettungskräfte den Einsatzort nicht auffinden können.
Da die Mitarbeiter bei den verschiedenartigen Leitstellen immer qualifizierter ausgebildet werden, wird man als Anrufer in der Regel vom Disponenten schon gezielt nach einem bestimmten Abfrageschema abgefragt, etwa dem AMPDS. So beginnt das Schema meist mit der Frage nach dem genauen Unfall- oder Einsatzort. Weitere Fragen sind jene nach der Rückrufnummer und dem Grund des Anrufes.
Darüber hinaus soll beim Notruf auch auf Besonderheiten aufmerksam gemacht werden, wie beispielsweise Feuer, Auslaufen von Flüssigkeiten oder eingeklemmte Personen. Bei Vergiftungen sollte man, falls möglich, auch die eingenommene Substanz (zum Beispiel Medikamente, Spülmittel oder Pflanzenteile) mitteilen. Bei Verkehrsunfällen mit Gefahrguttransporten sollte auf die orangefarbigen Warntafeln und eventuell vorhandene Kennzahlen auf den Tafeln hingewiesen werden.

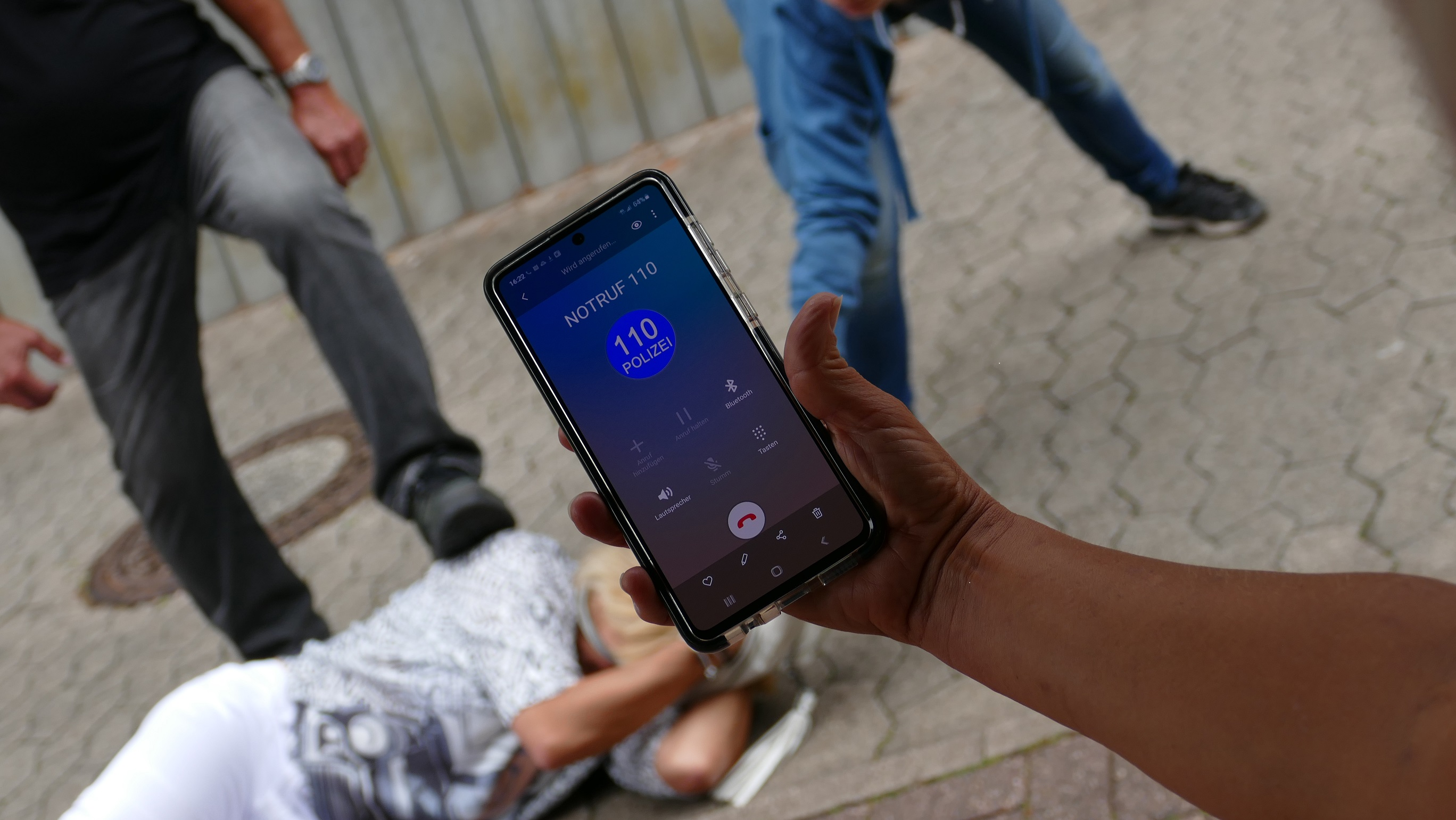
Polizeinotruf mittels Mobiltelefon

Ein Notruf kann von jedem Telefon aus immer kostenlos erfolgen, Münzen oder Telefonkarten sind nicht erforderlich. Dies gilt auch für Mobiltelefone. Hier wurden international im GSM-Standard die 112 sowie die 911 (die in Nordamerika üblich ist) als Notrufnummern eingeführt. Auch ohne SIM-Karte oder PIN kann man in vielen Ländern, so beispielsweise in Österreich, diese Nummern wählen und wird daraufhin mit einer Leitstelle wie Rettungsdienst oder Polizei verbunden. Mobiltelefone vieler Hersteller erlauben sogar das Wählen dieser Nummer bei aktivierter Tastensperre. In Deutschland wurde die zunächst vorhandene Möglichkeit, Notrufe auch ohne betriebsbereite SIM-Karte abzusetzen, wegen umfangreichen Missbrauches – zu bestimmten Zeiten bis zu 80 % der Anrufe – mit der Notrufverordnung vom 6. März 2009 abgeschafft. Die Regelung trat am 18. März 2009 mit einer Übergangsfrist bis 1. Juli 2009 in Kraft (BGBl. I S. 481). In Österreich gab es auch zahlreiche Missbrauchsfälle, so Anfang 2014 in Gmunden. Ob der Täter anhand der ebenfalls mitübertragenen Identifikationsnummer des Handys ausgeforscht werden konnte, ist unbekannt.

### Die Notrufnummern

#### Notruf 112

EU-Notruf 112 (Symbolbild, innerhalb der EU)

In der Bundesrepublik Deutschland gab es bis 1973 keine einheitlichen Notrufnummern. Dann traten die neuen Regeln des Notrufsystems 73 in Kraft. Damit wurden die Nummern 110 und 112, welche bereits seit 1948 regional verwendet wurden, bundesweit verbindlich. Veranlasst wurde dies durch den Tod des achtjährigen Björn Steiger, der im Mai 1969 nach einem Verkehrsunfall starb, weil die Rettungskräfte zu spät eintrafen. Die Eltern des Unfallopfers, Ute und Siegfried Steiger, engagierten sich später für eine Verbesserung des Notrufs und gründeten die Björn-Steiger-Stiftung.
In der gesamten DDR waren die 110 für Polizei und 112 für die Feuerwehr als einheitliche Notrufnummern bereits seit mindestens 1958 gültig. Die 115 für medizinische Notfälle wurde im Jahr 1976 einheitlich in der DDR eingeführt.
Seit 11. Februar 1991 gilt in allen Mitgliedstaaten der EU (damals EG) und der EFTA sowie in Russland, der Ukraine und einigen weiteren Ländern in Europa die einheitliche Euronotrufnummer 112.
Anlässlich dieses Ereignisses ist eine Sonderbriefmarke erschienen, entworfen von Annette le Fort und André Heers.

#### Notruf 911
Die Einrichtung der US-amerikanischen Notrufnummer 911 wurde durch den Mordfall Kitty Genovese im Jahr 1964 beschleunigt. Die New York Times berichtete daraufhin fälschlicherweise, dass etliche Menschen die Tat beobachtet hätten, ohne einzugreifen (Zuschauereffekt). Dies bildete den Anlass zur landesweiten Einführung eines funktionierenden Notrufs.

#### Notrufnummern in Österreich
Zumindest ab dem Jahr 1970 und bis zum Jahr 2022 funktionieren im öffentlichen Telefon-Festnetz die Notrufnummern 122, 133 und 144 für (alphabetisch:) Feuerwehr, Polizei, Rettung. Mit der Entwicklung von Mobiltelefonanschlüssen ab etwa 1987 wurden diese Nummern auch dort implementiert. Älteste öffentliche Münzautomaten erlaubten nur Ortsgespräche, jedoch auch die drei Notrufe 122, 133, 144. Auch zur Anwahl eines Notrufs war der Einwurf einer 1-Schilling-Münze nötig. Erst mit dem Drücken des Zahlknopfs wurde der Nutzer des Automaten bei der Gegenstelle hörbar und die Münze sogleich kassiert. Später gab es Automaten mit der Möglichkeit, auch 5- und 10-Schilling-Münzen oder aber einen Vorrat von fünf Stück 1-Schilling-Münzen einzuwerfen, jeweils mit der Möglichkeit für Ferngespräche. Notrufe wurden anfangs nur mit Ortsgesprächsgebühr vergebührt oder benötigten zumindest 1 Schilling, um einen Notruf starten zu können. Modernere Automaten ermöglichten später das Führen von Notrufen ohne den Einwurf einer Münze (oder das Stecken einer Wertkarte).
Typisch für Notrufnummern ist ihre Dreistelligkeit und der Beginn mit der Ziffer 1. Teilnehmernummern beginnen nie mit 1, waren in kleinen Ortsnetzen mitunter jedoch nur dreistellig. Teilnehmernummern von großen Betrieben oder Verwaltungen sind oder waren häufig nur dreistellig (Magistrat Graz 872, bis heute; Chemie Linz ehemals 535; Voestalpine Linz im Ortsnetz 0732, zeitweise auch 070, ehemals 585, später 6580, nun (+43)50304-15-0 in einem privaten Netz).
0 fungiert als Verkehrsausscheidungsziffer von privaten Nebenstellenanlagen ins öffentliche Netz und von einem öffentlichen Anschluss (Festnetz in einem Ortsnetz) in die Ebene des Anwählens eines (anderen) Ortsnetzes. Eine weitere Null (Österreichisches Deutsch: ein weiterer Nuller) führt zur Anwahl eines anderen nationalen Netzes. In Österreich gab es nie Ortsvorwahlen, die mit (0)8 oder (0)9 begannen. Es wurden jedoch kostenlose und gering bis sehr hoch bepreiste Service- und Mehrwertnummern, beginnend mit 08 und 09, eingeführt, weshalb die Auskunft 08 in einem ersten Schritt auf 1508 verlegt wurde. Umfassend publiziert wurde der Katalog an Notruf- und Servicenummern im jährlich erschienenen Amtlichen Telefonbuch.
Mit 08 (Auskunft – für unbekannte Telefonnummern) und 15 (Zeitansage „Es wird mit dem Summerton 18 Uhr, 19 Minuten und 20 Sekunden“, später 1503) gab es anfangs sogar auch nur zweistellige Servicenummern.

#### Überblick

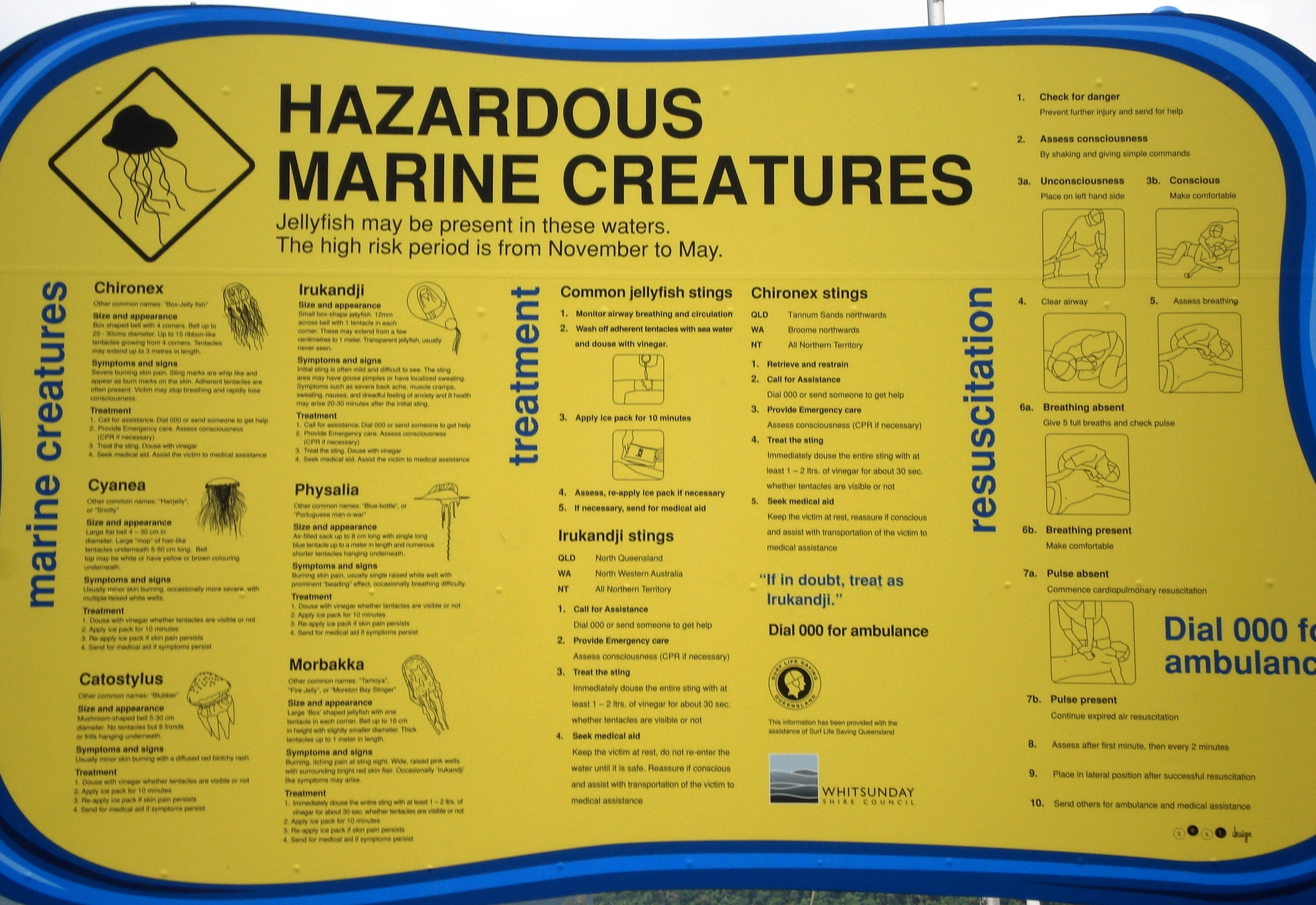
Informationstafel zu giftigen Quallen, der Behandlung und der Nennung der Notruf-Nummer „000“ („Dial 000 for ambulance“) in Australien

Als allgemein gültige Regel lässt sich zusammenfassen, dass der sogenannte Euro-Notruf 112 kostenfrei und ohne Vorwahl von jedem Telefon (außer Münztelefonen) in fast jedem Staat Europas sowie in der Türkei und Algerien gegebenenfalls parallel zu anderen existierenden Notruf-Nummern genutzt werden kann. Ausnahmen in Europa sind Albanien, Bosnien und Herzegowina, Nordmazedonien und Montenegro. Mit Mobiltelefonen, die mit der SIM-Karte eines europäischen Anbieters bestückt sind, lässt sich die 112 zudem auch noch in Australien, Neuseeland und in den USA benutzen.
| Land/Region                       | Polizei | Feuerwehr                       | Rettungsdienst                              | Weitere Notrufnummern |
| --------------------------------- | --- | ------------------------------- | ------------------------------------------- | --- |
| Europäische Union                 | 112 | 112                             | 112                                         | |
| Europäische Union                 | Siehe auch: Euronotruf |                                 |                                             | |
| Deutschland                       | 110 | 112                             | 112                                         | 115: Behördenruf 116 116: Zentrale Anlaufstelle zur Sperrung elektronischer Berechtigungen (für Girocard und Kreditkarten) 116 117: (Kassen-)ärztlicher Bereitschaftsdienst 116 123: Telefonseelsorge Deutschland (alternativ unter 0800 111 0 111 und 0800 111 0 222) 116 111: Nummer gegen Kummer (Telefonseelsorge für Kinder und Jugendliche) 116 000: Hotline für vermisste Kinder 116 006: Beratungsdienst für Opfer von Verbrechen (Weisser Ring) 124 (Mobilfunk): Notruf der Seenotleitung / Deutsche Gesellschaft zur Rettung Schiffbrüchiger (deutsches Festnetz: 0421 53 68 70) 08000 116 016: Hilfetelefon „Gewalt gegen Frauen“ 0800 40 020: Anonyme Schwangerschaftsberatung 0800 190 99 99: Feldjäger (Militärpolizei) (aus dem Festnetz Verbindung zum zuständigen Feldjägerdienstkommando, aus dem Mobilfunknetz Verbindung zum Bundesministerium der Verteidigung) 0800 6 888 000: Bundespolizei (kostenfrei, unter anderem in bahnpolizeilichen Angelegenheiten) 0800 00 22833: Apothekennotdienst (mobil unter 22833) +49 30 5000 0: Hotline des Auswärtigen Amtes Die Nummer des Giftnotrufs ist unterschiedlich je nach Bundesland oder Stadt. |
| Deutschland                       | Bei mehreren dieser Rufnummern handelt es sich nicht um Notrufnummern im Sinne dieses Beitrags. Die 116 117 wird etwa von den kassenärztlichen Vereinigungen unterhalten und vermittelt ärztliche Hilfe bei nicht akut lebensbedrohenden Erkrankungen, wenn beispielsweise der Hausarzt am Wochenende nicht erreichbar ist. Im Notfall sollte immer die 112 gewählt werden. Weitere Beratungsangebote mit der Vorwahl 116 wurden im Rahmen der harmonisierten Dienste von sozialem Wert eingerichtet. |                                 |                                             | |
| Österreich                        | 112 oder 133 | 122                             | 144                                         | Nationale Notrufnummern 128: Gasnotruf 140: Alpinnotruf (Bergrettungsdienst, Höhlenrettung) 141: Ärztefunkdienst (Bereitschaftsdienst praktischer Ärzte außerhalb regulärer Ordinationszeiten, im Burgenland auch für Heimtierärzte) 142: Telefonseelsorge 147: 147 – Rat auf Draht (Kinder- und Jugend-Telefonhilfe) Kurzrufnummern für besondere Dienste (kostenpflichtig) 120: ÖAMTC Pannenhilfe 123: ARBÖ Pannenhilfe 130: Landeswarnzentrale (Katastrophenschutz) der Bundesländer B, K, OÖ, S, ST, T, V 1450: Gesundheitsnummer (Gesundheitsberatung für ganz Österreich) 1455: Apothekendienst 14844: Krankentransporte Harmonisierte Dienste von sozialem Wert (kostenlos) 116 000: Hotline für vermisste Kinder 116 006: Beratungsdienst für Opfer von Straftaten 116 117: Ärztlicher Bereitschaftsdienst 116 123: Hotline zur Lebenshilfe Wichtige Rufnummern (zum jeweiligen Tarif) 0800 133133: Notruf für Gehörlose (gratis, über Fax bzw. SMS aus Mobilnetzen oder E-Mail an gehoerlosennotruf@polizei.gv.at) 01 4064343: Vergiftungsinformationszentrale 05 7722: Frauenhäuser-Notruf 01 31330: Sozialpsychiatrischer Notdienst der Stadt Wien 0664 620 30 40: KiB children care (Verein für die Begleitung und Betreuung kranker Kinder) Auslandsnummern +43 1 90115 4411: Außenministerium Wien – Serviceline (weltweit) +43 1 25120 00: Juristische, medizinische und technische Nothilfe (ÖAMTC) |
| Österreich                        | Die Notrufnummer 112 läuft in Österreich ausschließlich bei der Polizei auf gemäß § 18 KEM-V. Anforderungen anderer Rettungsdienste werden aber mitabgewickelt. Als Merkregel für die drei gebräuchlichen Notrufnummern gilt: in alphabetischer Reihenfolge „Feuerwehr – Polizei – Rettung“ numerisch aufsteigend „122 – 133 – 144“ |                                 |                                             | |
| Schweiz                           | 117 oder 112 | 118                             | 144                                         | 140 und 0800 140 140: Pannenhilfe; 144: Air Zermatt (Flugrettung in Süd-Westschweiz / Oberwallis); 1414: Rettungsflugwacht (REGA) / Alpine Rettung Schweiz; +41 333 333 333: Rettungsflugwacht (REGA) / Alpine Rettung Schweiz (Geräte mit nicht Schweizer SIM-Karte / Alarmierungen aus dem Ausland); 1415: Air-Glaciers (Flugrettung in Süd-Westschweiz / Unterwallis); 143: Telefonhilfe (Die Dargebotene Hand); 145: Tox-Zentrum bei Vergiftungen; 147: Telefonhilfe für Kinder und Jugendliche; 0800 117 117: Transportpolizei (Bahnpolizei); 0800 552 333: Militärpolizei; +41 800 247 365 und +41 58 465 33 33: Helpline Eidgenössisches Departement für auswärtige Angelegenheiten (EDA) |
| Schweiz                           | Die Notrufnummer 112 wird durch die Polizei bedient. In einigen Kantonen gibt es integrierte Leitstellen, in denen die Notrufnummern 112, 117, 118 und 144 eingehen. Die Notrufnummer 144 wird von Sanitätsnotrufzentralen (SNZ) entgegengenommen. |                                 |                                             | |
| Liechtenstein                     | 117 oder 112 | 118 (oder 112)                  | 144 (oder 112)                              | Sorgentelefon Liechtenstein: 147 (Telefonhilfe für Kinder und Jugendliche) |
| Ägypten                           | 122 oder 126 | 123                             | 180                                         | |
| Argentinien                       | 101 oder 911 | 100 oder 911                    | 107 oder 911                                | Allgemeiner Notruf in Buenos Aires und demnächst auch in den meisten Provinzen: 911 (Stand 2017). |
| Australien                        | 000 | 000                             | 000                                         | |
| Algerien                          | 1548 oder 17 | 14                              | 14                                          | Gendarmerie 1055 (in nicht urbanen Gebieten) |
| Belarus                           | 102 | 101                             | 103                                         | |
| Belgien                           | 101 oder 112 | 100 oder 112                    | 100 oder 112                                | |
| Brasilien                         | 190 (Polícia Militar, Bereitschaftspolizei) | 193                             | 192                                         | |
| Brasilien                         | Wegen der Fußballweltmeisterschaft 2014 und anderer internationaler Großereignisse wurden die Notrufnummern 112 (Europa) und 911 (Vereinigte Staaten von Amerika) ebenfalls an die Polizeizentrale geleitet. |                                 |                                             | |
| Bulgarien                         | 112 oder 166 | 112 oder 160                    | 112 oder 150                                | |
| Costa Rica                        | 911 | 911                             | 911                                         | |
| Dänemark                          | 112 | 112                             | 112                                         | In nicht dringlichen Angelegenheiten ist die Polizei landesweit unter 114 erreichbar (z. B. Verbrechensmeldungen und Auskünfte). |
| Dschibuti                         | 17 | 19                              | 18                                          | |
| Estland                           | 112 | 112                             | 112                                         | |
| Frankreich                        | 17 oder 112 | 18 oder 112                     | 15 oder 112                                 | 114: Notruf für Hörgeschädigte (Videochat, Chat, SMS oder Fax) 115: Notunterbringung bei Obdachlosigkeit (SAMU social) 119: Kindesmissbrauch 196: Seenot 197: Hinweise zu Entführungsfällen nach Plan Alerte-Enlèvement oder Terroranschlägen 3018: Cybermobbing 3020: Belästigung in der Schule 3039: Vermittlung von Rechtsberatung 3114: Telefonseelsorge / Suizidprävention 3919: Häusliche Gewalt 116 006: Opferberatung (France Victimes) 0 800 00 56 96: Dschihadismus-Beratung 0 805 80 58 17: Polizeiliche Beratung von Betrugsopfern Quelle: Innenministerium |
| Finnland                          | 112 | 112                             | 112                                         | |
| Griechenland                      | 100 oder 112 | 199 oder 112                    | 166 oder 112                                | |
| Indien                            | 100 oder 108 oder 112 | 101 oder 108 oder 112           | 102 oder 108 oder 112                       | Am 28. März 2016 wurde beschlossen, 112 als einheitliche Notrufnummer einzuführen, unter der Polizei, Feuerwehr und Rettungsdienst erreichbar sind. |
| Indien                            | Die Verfügbarkeit der Nummern ist regional beschränkt |                                 |                                             | |
| Indonesien                        | 110 oder 112 | 113                             | 118 oder 119                                | |
| Iran                              | 110 | 125                             | 115                                         | |
| Irland                            | 999 oder 112 | 999 oder 112                    | 999 oder 112                                | |
| Island                            | 112 | 112                             | 112                                         | |
| Israel                            | 100 | 102                             | 101                                         | |
| Italien                           | 113 | 112 oder 115                    | 112 oder 118                                | Carabinieri: 112 (Gendarmerie, Militärpolizei); Polizia di Stato: 113 (Staatspolizei, Verkehrspolizei und Bahnpolizei); Emergenza infanzia: 114 (Kindernotruf, Gewaltdelikte gegenüber Kinder, man kann auch psychisch belastende Inhalte aus Fernsehen, Zeitungen und anderen Medien melden); Forstpolizei (Corpo Forestale): 1515 (Waldbrandmeldung, Notfälle in Forstgebieten (Tiere in Schwierigkeiten, Wilderei), Illegales Fischen, Umweltsünden); Küstenwache: 1530 (Für Unfälle oder anderen Notsituationen auf hoher See/in Küstengebieten); Pannenhilfe: 116 (ACI); Guardia di Finanza (Finanzpolizei): 117 (auch Meldungen über Drogenhandel, Falschgeld, Betrug in größeren Fällen); Call center per le emergenze sanitarie: 1500 (Für allgemeine Fragen zu Pandemien, Epidemien, Verwaltet vom Gesundheitsministerium); Viaggiare informati: 1518 (Verkehrsmeldezentrale); AntiViolenza Donna: 1522 (Hilfe für Gewaltdelikte gegen Frauen); Polizia penitenziaria: 1544 (Für alle Probleme, die mit Gefängnissen, Gefangenentransporten und so weiter zu tun haben); Servizio emergenza ambientale 1525 (Für besondere Vorkommnisse, die die Umwelt gefährden); |
| Japan                             | 110 | 119                             | 119                                         | |
| Jordanien                         | 911 | 911                             | 911                                         | |
| Kanada                            | 911 | 911                             | 911                                         | Telefonseelsorge: 988 |
| Kasachstan                        | 102 oder 112 | 101 oder 112                    | 103 oder 112                                | Gas-Notdienst: 104 |
| Kenia                             | 999 | 999                             | 999                                         | |
| Kolumbien                         | 123 | 123 oder 119                    | 123                                         | Militär: 123, Anti-Entführungsspezialeinheit: 165 |
| Kroatien                          | 192 oder 112 | 193 oder 112                    | 194 oder 112                                | |
| Lettland                          | 112 | 112                             | 112 oder 113                                | |
| Litauen                           | 112 | 112                             | 112                                         | |
| Luxemburg                         | 113 | 112                             | 112                                         | Für Gehörlose ist die Nummer 112 auch per SMS erreichbar. Kinder- und Jugendtelefon: 116 111; Frauentelefon: 12344 |
| Marokko                           | 19 | 15                              | 15                                          | Gendarmerie Royale (In nicht urbanen Gebieten) 117 |
| Namibia                           | 10 111 | keine einheitliche Nummer       | keine einheitliche Nummer                   | diverse private Rettungsdienste mit landesweitem Netz, z. B. 081 924 |
| Neuseeland                        | 111 | 111                             | 111                                         | |
| Niederlande                       | 112 | 112                             | 112                                         | In nicht dringlichen Angelegenheiten ist die Polizei landesweit unter 0900-8844 erreichbar (z. B. Verbrechensmeldungen und Auskünfte). |
| Norwegen                          | 112 | 110                             | 113                                         | In nicht dringlichen Angelegenheiten ist die Polizei landesweit unter 02800 erreichbar (z. B. Verbrechensmeldungen und Auskünfte). |
| Osttimor                          | 112 | 115                             | 112                                         | |
| Pakistan                          | 15 | 16                              | 115                                         | |
| Palästinensische Autonomiegebiete | 100 | 102                             | 101                                         | |
| Philippinen                       | 911 | 911                             | 911                                         | |
| Polen                             | 997 oder 112 | 998 oder 112                    | 999 oder 112                                | |
| Portugal                          | 112 | 112                             | 112                                         | Waldbrand: 117 |
| Republik China (Taiwan)           | 110 | 119                             | 119                                         | |
| Russland                          | 102 oder 112 | 101 oder 112                    | 103 oder 112                                | Gas-Notdienst: 104 oder 112. |
| Serbien                           | 192 oder 112 | 193                             | 194                                         | |
| Serbien                           | Die Vereinheitlichung zur 112 ist geplant. |                                 |                                             | |
| Sierra Leone                      | 000 | 999                             | 112                                         | Polizeinotruf auch 900; polizeilicher Verkehrsnotruf 901; Nationaler Sicherheitsdienst 119 |
| Singapur                          | 999 | 995                             | 995                                         | |
| Slowakei                          | 158 oder 112 | 150 oder 112                    | 155 oder 112                                | |
| Slowenien                         | 113 oder 112 | 112                             | 112                                         | |
| Spanien                           | 091 (nationale Polizei), 092 (lokale Polizei) oder 112 | 080 oder 112                    | 061 oder 112                                | Guardia Civil: 062; autonome Polizei: 088 (je nach Region); autonome Feuerwehr: 081 oder 085; Zivilschutz: 1006; Seenot: 902 202 202; SMS-Notruf für Gehörlose: 112 |
| Schweden                          | 112 | 112                             | 112                                         | In nicht dringlichen Angelegenheiten ist die Polizei landesweit unter 114 14 erreichbar (z. B. Verbrechensmeldungen und Auskünfte). |
| Südafrika                         | 10 111 oder 112 (nur Mobilfunk) | 10 111 oder 112 (nur Mobilfunk) | 10 111 oder 10 177 oder 112 (nur Mobilfunk) | |
| Südkorea                          | 112 | 119                             | 119                                         | |
| Thailand                          | 191, 911 | 199                             | 1669                                        | In Angelegenheiten mit Touristen ist die Touristenpolizei der Urlaubsorte unter 1155 erreichbar (sprechen auch Englisch). Bangkok Erewan Center 1646 Rettungsdienst EMS Bangkok Metropolitan Area Weitere medizinische Notrufnummer in Bangkok 1554 (Straßenrettung, Verkehrsunfälle) Highway Police 1193 Verkehrsunfälle |
| Tschechien                        | 158 oder 112 | 150 oder 112                    | 155 oder 112                                | Stadtpolizei/Ordnungsamt, z. B. bei abgeschleppten Autos oder Gepäckdiebstählen: 156; Pannen-Notdienst: 0123. |
| Tschechien                        | Die Notrufnummer 112 läuft in Tschechien ausschließlich bei der Feuerwehr auf. Dabei handelt es sich um eine Art Callcenter, das die Meldungen verarbeitet und an die zuständige Leitstelle weitergibt. |                                 |                                             | |
| Tunesien                          | 197 oder 112 | 190 oder 112                    | 198 oder 112                                | Zivilschutz: 198; Nationalgarde: 193 |
| Türkei                            | 112 | 112                             | 112                                         | Küstenwache – 112; Munizipalität – 153; Gasnotruf – 187; Elektrischer Notruf – 186; Wassernotruf – 185; Vergiftungsberatung – 114; Häusliche Gewalt und soziale Unterstützung – 183 |
| Ukraine                           | 102 oder 112 | 101 oder 112                    | 103 oder 112                                | |
| Ungarn                            | 107 oder 112 | 105 oder 112                    | 104 oder 112                                | Behördenruf: 1818 |
| Uruguay                           | 911 | 911                             | 911                                         | |
| Vereinigte Arabische Emirate      | 999 | 997                             | 998                                         | |
| Vereinigte Staaten                | 911 | 911                             | 911                                         | Behördenruf (einigen Gebieten): 311 Grabungsberatung: 811 Telefonseelsorge: 988 Giftinformationszentrum: 1 800 222 1222 Häusliche Gewalt: 1 800 799 7233 |
| Vereinigtes Königreich            | 999 oder 112 | 999 oder 112                    | 999 oder 112                                | SMS-Notruf für Gehörlose: 999 (nach Registrierung) Transportpolizei: 0800 40 50 40 oder per SMS an 61016 In nicht dringlichen Angelegenheiten ist die Polizei landesweit unter 101 erreichbar (z. B. Verbrechensmeldungen und Auskünfte). |
| Vereinigtes Königreich            | Unter 999 oder 112 erreicht man eine Notrufzentrale, die den Anrufer an den jeweiligen Dienst weiterleitet. Dazu fragt einen der Dispatcher zu Beginn des Gesprächs immer erst: „Which Service?“ (Ambulance / Police / Fire). |                                 |                                             | |
| VR China                          | 110 | 119                             | 120                                         | |

### Ortung des Mobiltelefon-Standorts
Wenn die Leitstelle den Anrufer in der Leitung hält, ist es möglich, mit Hilfe der Netzbetreiber den ungefähren Standort eines Mobiltelefons festzustellen. Geortet wird der Funkmast, über den das Telefon die Verbindung in das Mobilfunknetz hergestellt hat. In Städten bedienen die Funkmasten eine Funkzelle mit einem Durchmesser zwischen 100 und 1.600 m, theoretisch kann er allerdings bis zu 35 km groß sein.
In Deutschland orteten seit November 2006 die Rettungsleitstellen mit einer Ortungsplattform der Björn Steiger Stiftung Service gemeinnützige GmbH. Im September 2009 ist diese Ortungsplattform an die Allianz OrtungsServices GmbH übergegangen. Diese Ortungsplattform ermöglichte den Rettungsleitstellen eine GSM-Ortung innerhalb der Netze deutscher Mobilfunkbetreiber. Diese Ortungsmöglichkeit besteht nicht mehr. Seit dem 23. Dezember 2012 sind die Mobilfunk-Netzbetreiber verpflichtet, Standortdaten bei einem Verbindungsaufbau zu einer Notrufabfragestelle zu übertragen. Somit erhalten entsprechend ausgestattete Rettungsleitstellen bei jedem Notruf Standortdaten. Dies gilt auch meist für Anrufe aus dem Festnetz.
Die reine GSM-Ortung ist abhängig von der Dichte der Funkzellen und kann daher in ländlichen Gebieten großräumig abweichen. Eine exakte Ortung über diesen Service ist nur mit entsprechenden Endgeräten möglich, die über eine GPS-Unterstützung verfügen. Moderne Smartphones sind in der Lage, ihre Position mittels des Dienstes Advanced Mobile Location im Falle eines Notrufes an die Rettungsleitstelle zu übermitteln; seit Oktober 2019 wird dies von einem Teil der Leitstellen in Deutschland unterstützt. Auch in Österreich wird bei Verwendung des Polizeinotrufes von einem Mobiltelefon automatisch eine Ortung durchgeführt. Nach dem Telekommunikationsgesetz muss die Durchführung der Ortung aber dem Teilnehmer mitgeteilt werden.
Wird von einem Smartphone aus der Euronotruf oder eine der Hauptnotrufnummern angewählt, so werden auch Positionsdaten übermittelt. Sie werden 20 Sekunden, nachdem vom Gerät mit dem Gesprächsaufbau begonnen worden ist, einmalig an die Notrufzentrale mitgesendet. Dabei werden nur geräte-, aber keine personenbezogenen Daten übertragen. Wenn GPS oder WLAN deaktiviert sind, werden sie vom System für die Dauer der Standortbestimmung kurz aktiviert und anschließend wieder abgeschaltet.
Eine Ausnahme bilden iPhones, d. h. Smartphones des Herstellers Apple. Sie schicken in Österreich diese Daten nur beim Euronotruf mit, nicht jedoch bei den anderen Notrufnummern, wofür Apple in die Kritik geriet.

### Routing aus dem GSM-Netz
International kann aus dem GSM-Netz normalerweise die Ziffernkombination 08 verwendet werden, um mit der zuständigen Rettungsleitstelle verbunden zu werden, ohne die lokale Notrufnummer zu kennen. Im deutschen GSM-Netz wird der Anrufer der 112 automatisch zur nächstgelegenen Rettungsleitstelle verbunden. Die Weitervermittlung kann regional und je nach Netzbetreiber unterschiedlich erfolgen. Für den Notrufenden ist das allerdings unerheblich: Die Informationen werden über interne Leitungen durchgereicht. Dabei kann es durchaus vorkommen, dass sich bei einem Notruf für die Feuerwehr die Polizei meldet. Der Notruf 112 ist bei dem GSM-Standard entsprechenden Mobiltelefonen auch möglich, wenn die Tastensperre aktiv ist. Ist kein Heimatnetz vorhanden, dann bucht sich das Mobiltelefon für den Notruf in ein anderes Netz. Bei standardkonformen Geräten kann auch 112 + „Hörer abheben“ anstelle der PIN (Geheimzahl) beim Einschalten des Gerätes verwendet werden oder es wird eine Funktionstaste direkt nach dem Einschalten mit der Funktion „SOS“ bzw. „Notruf“ belegt, bevor die PIN eingegeben wurde. In Deutschland lässt sich allerdings nach Einschalten des Geräts ohne PIN-Eingabe kein Notruf mehr absetzen. Diese Funktion wurde aufgrund von Fehlanrufen durch kleine Kinder oder zufälliges Aktivieren in der Hosentasche gesperrt. Unter Umständen kann aufgrund der unterschiedlichen Ausbreitungsbedingungen des GSM-Funknetzes eine Weitervermittlung an eine andere, eigentlich nicht zuständige Leitstelle erfolgen. Beispielsweise in gebirgsnahen Gebieten kann durch Reflexionen und Abschattungen eine Fehlvermittlung stattfinden. Besonders wichtig ist daher immer die Angabe des genauen Ortes und nicht nur z. B. der Straße, denn diese kann es auch im Nachbarort geben. Im grenznahen Raum wie z. B. in Liechtenstein kann die zuständige Leitstelle am zuverlässigsten erreicht werden, wenn man vor der Notrufnummer die Landesvorwahl wählt, z. B. +423 112. In Deutschland ist es nicht möglich, mit einer Landesvorwahl den Notruf zu wählen.

### Seenotfall per Mobiltelefon melden
Bei einem Seenotfall im deutschen Seegebiet ist das Maritime Rescue Coordination Centre Bremen (MRCC, Seenotleitung) zu alarmieren, das von der DGzRS betrieben wird.
Die Alarmierung erfolgt vorrangig über Funk (s. u.); Vorteile sind z. B. erhöhte Reichweite sowie Mithören und mögliche Weiterleitung durch sich in der Nähe befindlicher Schiffe.
Alternativ kann die Alarmierung unter der Telefonnummer +49 421 536870 erfolgen; die Mobilfunk-Kurzwahl 124 124 ist nicht überall verfügbar.

### Routing aus dem GSM-R-Netz

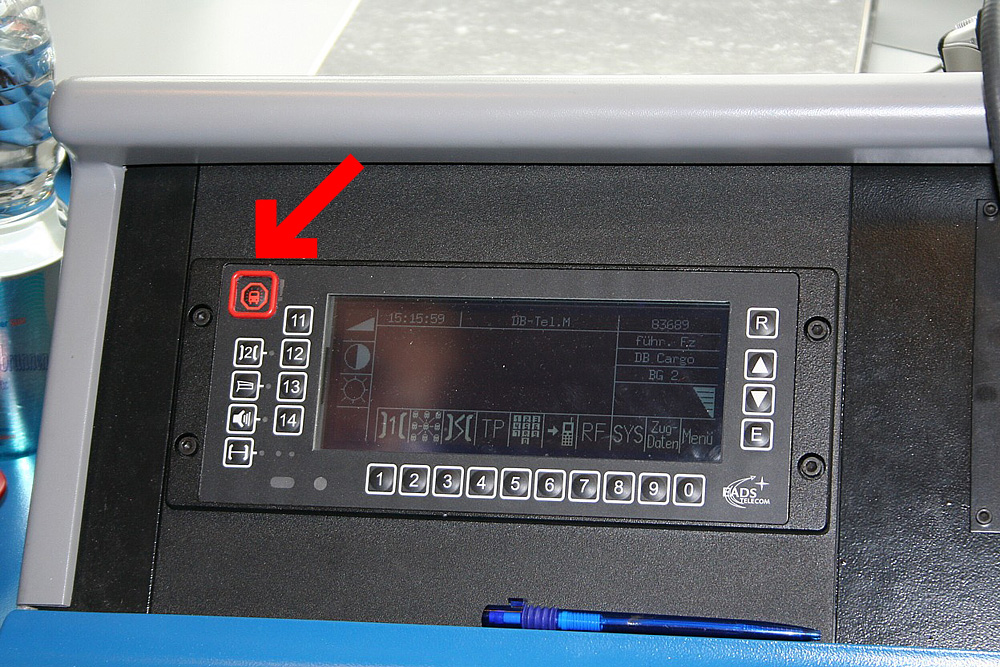
Notruftaste eines GSM-R-fähigen Zugfunkgerätes

GSM-R ist das digitale Funknetz der Eisenbahnen. Muss ein Triebfahrzeugführer einen Notruf absetzen, so drückt er an seinem Zugfunkgerät die Notruftaste (siehe Bild). Damit wird sofort ein Gruppenruf aufgebaut, der mit einer Sirene eingeleitet wird. Dieser Ruf unterbricht bestehende Gespräche außer andere Notrufverbindungen im Notrufbereich (meist die gesamte Strecke zwischen zwei Knotenbahnhöfen).

### Datenschutz beim Notruf
Wer einen Notruf tätigt, erklärt sich mit einem weitreichenden Verzicht auf den Datenschutz einverstanden. So wird in den Rettungsleitstellen jedes Gespräch ohne die Zustimmung des Anrufers aufgezeichnet. Weiterhin wird eine möglicherweise aktivierte Unterdrückung der Rufnummer ignoriert, die Daten des Anschlussinhabers können ohne Weiteres abgerufen werden. Erfolgt der Anruf aus einem Mobilfunknetz, lässt sich zudem der ungefähre Aufenthaltsort des Anrufers ermitteln, wobei die Ortung eines Mobiltelefon-Standorts jedoch wie oben beschrieben sehr ungenau ist. Eine Ortung des Mobiltelefons erfolgt jedoch nur nach vorheriger Zustimmung des Anrufers. Ausnahmen gelten, soweit Menschenleben in Gefahr sind bzw. es sich um einen angedrohten Suizid handelt.

### Statistik (Deutschland)
Aufgrund sehr kleinräumiger Zuständigkeiten in Deutschland gibt es kaum Statistiken. In Berlin gingen im Jahr 2006 bei der Feuerwehr eine Million Anrufe ein. Bei der 110 sind in Berlin zwischen 1998 und 2017 pro Jahr bis zu 1,8 Millionen Notrufe eingegangen, daraus resultierten bis zu 820.000 Einsätze pro Jahr, bis zu 78.000 Einsätze pro Monat, bis zu 3.200 Einsätze pro Tag. Bei 3,65 Millionen Einwohnern in Berlin und 2,8 Millionen Anrufen pro Jahr bei den Notrufnummern 112 und 110 zusammen wird pro Einwohner etwa alle 16 Monate ein Notruf abgesetzt.
Die 650.000 Einwohner, für die die Integrierte Rettungsleitstelle Kiel zuständig ist, setzen pro Jahr 240.000 Notrufe über die 112 ab, also pro Einwohner etwa alle 3 Jahre (alle 32 Monate) ein Anruf bei der 112, bei 2100 Einwohnern pro Quadratkilometer.
Im Landkreis Diepholz wird von den 220.000 Einwohnern pro Jahr 38.000 Mal die 112 und 23.000 Mal die 110 gewählt, also pro Einwohner etwa alle 3,6 Jahre ein Notruf, alle 5 Jahre bei der Notrufnummer 112 und alle 9 Jahre bei der Notrufnummer 110, bei 110 Einwohnern pro Quadratkilometer.
In den Jahren 2013 bis 2015 lag die Wartezeit in Berlin bei einem Anruf bei 110/112 durchschnittlich bei unter 14 Sekunden. Der Warte-Rekord bei der Berliner Feuerwehr stammt aus dem Jahr 2014 und liegt bei fast 11 Minuten. Für die Berliner Polizei liegen derartige Zahlen nicht vor. Im Jahr 2006 war man in Berlin bei einem Anruf bei der 112 durchschnittlich nach 20 Sekunden mit einem Mitarbeiter verbunden.

## Notruf per Mobile App

### Deutschland
In Deutschland gibt es seit September 2021 die kostenlose offizielle Notruf-App nora. Mit der Notruf-App können in ganz Deutschland Notrufe abgesetzt werden, die genau wie telefonische Sprachnotrufe bei der jeweils zuständigen Einsatzleitstelle von Polizei, Feuerwehr oder Rettungsdienst eingehen.
Basierend auf einer standardisierten Notrufabfrage ermittelt die Notruf-App die wichtigsten Informationen zum Notfall anhand von maximal fünf aufeinanderfolgenden Fragen. Nach dem Absenden des Notrufs können weitere individuelle Fragen zwischen Notrufenden und Leitstelle über einen Chat geklärt werden.
Die Notruf-App nora ist insbesondere für Menschen mit Hör- oder Sprachbehinderung hilfreich, kann aber von jedem Bürger genutzt werden, der in einer Notsituation Hilfe braucht.

### Österreich
Die in Österreich seit 2018 verfügbare Rettungsapp „Rettung“ sendet Position, Name und ggf. weitere hinterlegte Daten an die Rettungsleitstelle und löst gleichzeitig einen Sprachanruf aus. Bei Bergunglücken bietet sie außerdem die Möglichkeit, einen Alpinen-Notruf zur Alarmierung des Bergrettungsdienstes abzusetzen.

## Notruf per Notruftelefon

Brandschutzzeichen für ein Brandmeldetelefon nach DIN EN ISO 7010

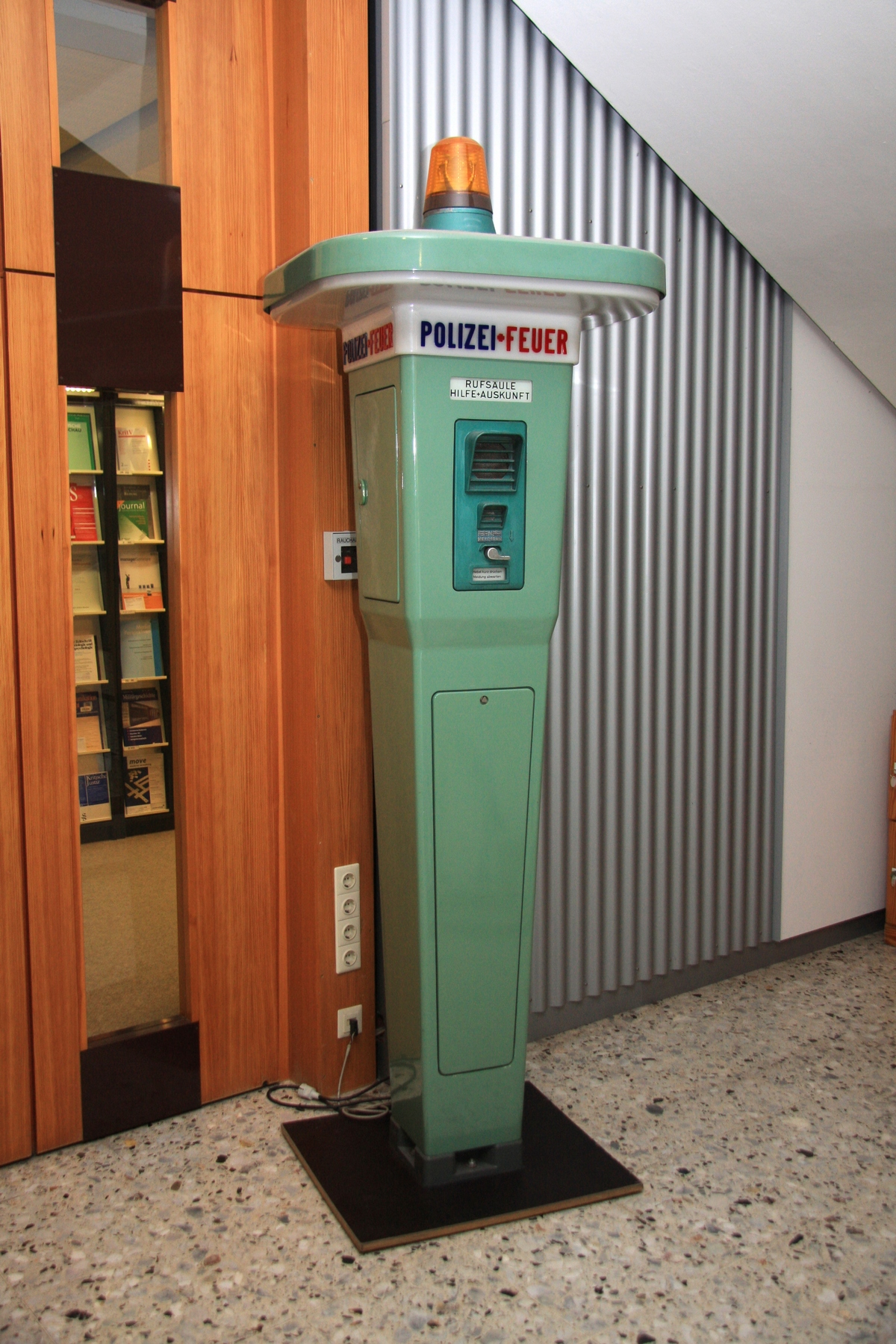
Notrufsäule, ausgestellt an der DHPol

Eine weitere Möglichkeit einen Notruf abzusetzen sind Notruftelefone in Bahnhöfen, an Fernstraßen und auf öffentlichen Plätzen. An Autobahnen sollte immer die Fahrtrichtung und, falls bekannt, die Kilometerangabe mitgeteilt werden. Die Notrufsäulen an den Bundesautobahnen in Deutschland sind geovermessen und übermitteln bei einem Notruf automatisch die Standortdaten der getätigten Notrufsäule. Zur Sicherheit sollten jedoch auch hier die Fahrtrichtung und die Kilometerangabe mitgeteilt werden. Die Richtung zur nächstgelegenen Notrufsäule ist durch schwarze Pfeile an den Leitpfosten oder Leitschienen gekennzeichnet. Die Notrufsäulen sind immer paarweise gegenüber an der Autobahn angebracht, um niemanden zu verleiten, die Fahrbahn zu überqueren. Diese Notrufsäulen sind in Deutschland an den Notruf der Autoversicherer angeschlossen, in Österreich an die Straßenmeisterei der ASFINAG und in der Schweiz an die zuständige Verkehrsleitzentrale der Polizei.

## Notruf per Kraftfahrzeug
Im Jahr 1982 testete die Bundesanstalt für Straßenwesen (BASt) ein Auto-Notruf-System. Dabei handelte es sich um ein kleines Notfunkgerät für Kraftfahrzeuge, das bei Unfällen die Rettungszeit verkürzen und damit auch zu verminderten Unfallfolgen und zur Rettung von Menschen beitragen sollte. Das Unternehmen AEG-Telefunken entwickelte beispielsweise mit AutoNotfunk, ein Notfunkgerät, das im Armaturenbrett von Kraftfahrzeugen integriert werden konnte und bei einem Unfall wurde per Funk die jeweilige zuständige Rettungsleitstelle informiert. Das Funksignal sollte dabei von einer Relaisstation empfangen und der Standort des Kraftfahrzeugs sollte mittels Peilmasten ermittelt werden. Die hierfür notwendige Einrichtung eines bundesweiten Netzes von Peilmasten und der Ausrüstung der Rettungsleitstellen wurde auf eine Milliarde DM geschätzt. Mit dem Auto-Notruf-System sollten dabei die herkömmlichen Notrufsäulen ergänzt werden und die Antenne inklusive Montage sollte im Jahr 1984 pro Kraftfahrzeug rund 500 DM kosten. Das System konnte sich aufgrund der hohen Finanzierungskosten nicht durchsetzen. Seit 2010 wird aber ein ähnliches automatisches System einschließlich GPS-Ortung und/oder Mobilfunkortung für Kraftfahrzeuge angeboten, siehe eCall. Siehe auch Tele-Aid.

## Notruf per Flugzeug-Transponder
Bei Versagen des Flugfunks kann auch ein vorhandener Transponder genutzt werden, um etwa das Bedürfnis für eine Notlandung zu signalisieren.

## Notruf für Menschen mit Hör- oder Sprachbehinderung

### Deutschland
Über die offizielle Notruf-App nora können Menschen mit Hör- oder Sprachbehinderung seit September 2021 Notrufe absetzen, ohne zu sprechen. Die individuelle Kommunikation mit der Leitstelle erfolgt textbasiert über einen Chat.
Für Menschen mit Hör- oder Sprachbehinderung besteht darüber hinaus weiterhin die Möglichkeit, im Notfall Hilfe per Fax herbeizurufen.
Die Rettungs- bzw. Feuerwehrleitstellen sind dabei sehr unterschiedlich ausgestattet. Viele verfügen mittlerweile über ein Notruf-Faxgerät, welches rund um die Uhr überwacht wird. Erreichbar sind diese Notruf-Faxgeräte je nach Leitstelle über die „normale“ Notruf-Nummer 112 oder aber über eine eigene Rufnummer. Die eingehenden Notruf-Faxe werden hier angenommen und meist vom Disponenten an den Absender rückbestätigt. In einigen Leitstellen werden die an die Notfallfaxnummern gesandten Faxe in digitaler Form (am Disponentenrechner) den Disponenten zur weiteren Bearbeitung ausgegeben. Entsprechende Vereinigungen und Interessensgemeinschaften setzten sich seit Jahren für die einheitliche Einführung von Notfall-Faxgeräten über eine einheitliche Rufnummer ein, die Politik tut sich mit einer Entscheidung aber noch schwer. Diverse Organisationen bieten im Internet einen Vordruck für ein Notfall-Fax an, welcher ausgedruckt und mit den persönlichen Daten versehen am Faxgerät platziert werden kann. So muss im Notfall lediglich noch die Art der gewünschten Hilfe angekreuzt und das Fax abgesendet werden.
Für den mobilen Einsatz eigneten sich dabei insbesondere faxfähige Mobiltelefone oder tragbare Faxgeräte.

Im März 2019 wurde die App InstantHelp veröffentlicht. Mit dieser ist es bundesweit möglich, einen Notruf ohne Telefonat in standardisierter Form an die offiziell zuständige Leitstelle zu übermitteln. Das System funktioniert bei Polizei 110 und Rettung/Feuerwehr 112 und ist kostenlos. Die Übermittlung in die Leitstelle erfolgt per Fax und ermöglicht keine Rückfragen.

### Österreich
In Österreich ist ein Notruf für Menschen mit Hör- oder Sprachbehinderung per Fax, SMS, Mobile App und E-Mail möglich. Über die kostenfreie Telefonnummer 0800 133133 kann per Fax oder SMS Hilfe gerufen werden. Außerdem steht die E-Mail-Adresse gehoerlosennotruf@polizei.gv.at für Notrufe per E-Mail zur Verfügung. Die Entgegennahme und Bearbeitung erfolgt durch die Funkstelle der Landespolizeidirektion Wien.
Darüber hinaus beinhaltet die Notruf-App „Rettung“ eine Option, die zuständige Einsatzleitstelle über die Funktion „Ich kann nicht sprechen“ nur mittels Tastendruck von einer Notsituation zu benachrichtigen. Diese App funktioniert in Österreich, Tschechien, Ungarn und Bergregionen in der Slowakei.

### Schweiz
In der Schweiz kann ein Notfall über die Telefonvermittlungsstelle Procom mitgeteilt werden, dabei kann die Polizei, die Feuerwehr, die Sanität oder die Rega angerufen werden:
- mit Schreibtelefon über die Telefonnummer 0844 850 890
- die Website procom-deaf.ch/text ansteuern und anstelle «Vermittlung», «Notfall» wählen
- per SMS an die Telefonnummer 079 702 01 00, wobei am Anfang der Meldung «Notfall» eingegeben wird. Dabei sollen die Fragen gemäß dem Notfall-Meldeschema beantwortet werden.

## Notruf per Funk
Nach der Vollzugsordnung für den Funkdienst (VO Funk) in der inzwischen überholten letzten amtlichen deutschen Übersetzung von 1982, Art. 39, § 1 galt:

„Der Notanruf hat unbedingten Vorrang vor jedem anderen Verkehr. Alle Funkstellen, die ihn hören, müssen jede Aussendung, die den Notverkehr stören könnte, sofort einstellen und die Frequenz, auf welcher der Notanruf ausgesendet wird, weiter abhören …“

Grundsätzlich ist eine Alarmierung auch auf diversen Funkfrequenzen möglich. Dazu muss man jedoch über ein entsprechendes Funkgerät verfügen. Dies ist mit Kosten und Ausbildungsanforderungen verbunden. Im Sprechfunk findet der internationale Notruf „MAYDAY MAYDAY MAYDAY“ Verwendung, in Morsetelegrafie CW „SOS“. Das SOS-Signal wird ohne Pause zwischen den Zeichen wie ein langes Morsezeichen gegeben.

### Notruf im CB-Funk
Im CB-Funk gilt der Kanal 9 AM (27,065 MHz) als Notfallkanal. Mit CB-Funk kann in Mitteleuropa kein Notruf direkt an eine dauernd besetzte Leitstelle abgesetzt werden. Deshalb empfiehlt sich der Einsatz von Kommunikationsmitteln, welche das zuverlässige Absetzen eines Notrufes direkt an eine dauernd besetzte Leitstelle ermöglichen. Zum Beispiel: Mobiltelefon oder Satellitenkommunikation.

### Notruf im Amateurfunk
Grundsätzlich wird jede Amateurfunkfrequenz, auf der ein Notruf abgesetzt wird, automatisch zur Notfunkfrequenz. International wurden folgende Notruffrequenzen für den Amateurfunkdienst vereinbart:
| Frequenzbereich | Band  | Frequenz    | Betriebsart | Beschreibung                         |
| --------------- | ----- | ----------- | ----------- | ------------------------------------ |
| Kurzwelle       | 80 m  | 3760 kHz    | alle        | Aktivitätszentrum Region 1 Notfunk   |
| Kurzwelle       | 40 m  | 7110 kHz    | alle        | Aktivitätszentrum Region 1 Notfunk   |
| Kurzwelle       | 20 m  | 14300 kHz   | alle        | Aktivitätszentrum weltweiter Notfunk |
| Kurzwelle       | 17 m  | 18160 kHz   | alle        | Aktivitätszentrum weltweiter Notfunk |
| Kurzwelle       | 15 m  | 21360 kHz   | alle        | Aktivitätszentrum weltweiter Notfunk |
| Ultrakurzwelle  | 2 m   | 145,500 MHz | FM          | (Mobil) Anruffrequenz                |
| Ultrakurzwelle  | 70 cm | 433,500 MHz | FM          | internationale Anruffrequenz         |

Die breite Streuung der Frequenzen auf mehrere Amateurfunkbänder ermöglicht es, auch interkontinentale Verbindungen aufzubauen und so insbesondere die Meere abzudecken. Gleichzeitig sind alle Funkamateure gehalten, diese Frequenzen freizuhalten, wenn sich irgendwo in der Welt eine (Natur-)Katastrophe ereignet hat. Bereits mit Sendeleistungen im Bereich einiger Watt ist man in der Lage, weltweit andere Amateurfunkstellen zu erreichen. Man muss nur abhängig vom Funkwetter und vom Zielgebiet das passende Amateurfunkband wählen.
Die Chance, dass auf diesen Frequenzen jemand mithört, ist größer als auf anderen Frequenzen. Zusätzlich bieten sich die Frequenzen von Relaisfunkstellen an, auf denen man einen Notruf absetzen kann. Nachteil der Relais sind die unterschiedlichen Frequenzen; die Frequenzbereiche sind in entsprechenden Bandplänen dokumentiert.
Über das Automatic Packet Reporting System (APRS) können Notrufe in Verbindung mit der aktuellen (GPS) Position ausgesendet werden. Hierzu gibt es ein spezielles „Emergency“-Symbol und einen entsprechenden Statustext. Das Mithören auf den Amateurfunkfrequenzen ist mit einem CE-gekennzeichneten Empfangsgerät (Weltempfänger, Scanner) für jedermann legal (im Gegensatz zum Mithören des BOS-Funks), nur zum Senden benötigt man eine Zulassung zur Teilnahme am Amateurfunkdienst.
Mit Amateurfunk kann in Mitteleuropa kein Notruf direkt an eine dauernd besetzte Leitstelle abgesetzt werden. Deshalb empfiehlt sich die 112 durch Einsatz von Kommunikationsmitteln, welche das zuverlässige Absetzen eines Notrufes direkt an eine dauernd besetzte Leitstelle ermöglichen. Zum Beispiel: Mobiltelefon oder Satellitenkommunikation. Beim Ausfall oder Überlastung aller terrestrischen, infrastrukturbasierten Kommunikationsmittel (Festnetztelefonie, Mobilfunknetz, Behörden-Funknetz (BOS/BORS-Funk)) und bei überlasteter Satellitenkommunikation oder fehlendem Satellitenkommunikationsmittel kann der Katastrophenfunk das Weiterleiten von Notrufen ermöglichen.

### Notruf im Behörden-Funknetz (BOS/BORS-Funk)
Im deutschsprachigen Raum ist die digitale Funklösung des Behörden-Funknetz unter der Bezeichnung:
- Deutschland: Digitalfunk BOS
- Österreich: Digitalfunk BOS Austria
- Schweiz und Fürstentum Liechtenstein: Polycom

bekannt. In Deutschland und Österreich läuft die Umstellung von analogen Funk auf die digitale Lösung des Behörden-Funknetzes (TETRA). In der Schweiz und im Fürstentum Liechtenstein ist die Umstellung auf Polycom (Tetrapol) bereits vollständig abgeschlossen.

#### Notruf im deutschen BOS-Funk
In einigen Bundesländern können in den analogen BOS-Funknetzen Notrufe neben der normalen Ansprache der Gegenstelle auch durch Drücken der FMS-Statustaste „0“ oder je nach Region auch „9“ abgesetzt werden, wenn das verwendete Funkgerät mit FMS-Statusgebern ausgerüstet ist. Wenn ein Funkteilnehmer den Status „0“ oder „9“ sendet, wird bei der jeweiligen Leitstelle ein Alarm ausgelöst. Auf dem Bildschirm erscheint die Kennung des Fahrzeugs bzw. Funkteilnehmers. Gleichzeitig wird für eine kurze Zeit (meist 30–60 Sekunden) das alarmierende Funkgerät auf den Modus Senden geschaltet, sodass alle Funkteilnehmer Lautäußerungen im alarmierenden Fahrzeug mithören können. Nicht zu verwechseln hiermit ist der Status 9 in Bayern, dieser wird zwar manchmal auch als Notruf bezeichnet, jedoch ist er als „dringender Sprechwunsch“ definiert; dieser ist für dringende Meldungen an die Leitstelle gedacht, die Priorität gegenüber Status 5 (Sprechwunsch) haben sollen, aber noch unter einem Notruf liegen.
In den meisten Bundesländern hat der digitale BOS-Funk mittlerweile den Analogfunk abgelöst. Hier ist nun ein oranger Knopf für das Auslösen des Notrufes vorgesehen, der Status „0“ gilt nach der OPTA-Richtlinie als priorisierter Sprechwunsch. Zusätzlich zu den bereits im Analogbereich vorhandenen Funktionen, wird nun auch die GPS-Position (sofern Modul verbaut) an die Leitstelle übertragen und alle Funkgeräte die auf dieselbe Funkrufgruppe geschaltet sind, signalisieren den Nutzern optisch und akustisch unter Anzeige des OPTA-Funkrufnamens, dass ein Notruf aktiv ist.
Der allgemeine Notrufkanal im analogen BOS-Netz ist 444 Gegensprechen/Unterband (76,155/85,955 MHz). Abhängig von der örtlichen Leitstelle erfolgt die Aktivierung mittels Tonruf 1 bzw. 2. Bei Unkenntnis des örtlichen Kanals kann über diesen Kanal ein Notruf abgesetzt werden. In der Regel läuft er dann auf einer Polizeidienststelle auf, die direkt dem Innenministerium unterstellt ist.
In der aktuellen „Feuerwehr-Dienstvorschrift 7 Atemschutz“ ist Mayday als Notruf für Atemschutzgeräteträger vorgeschrieben.

#### Notruf im Polycom (Schweiz)
Neben dem Mobilfunknetz bietet das digitale Funknetz Polycom der Behörden und Organisationen für Rettung und Sicherheit (BORS) in der Schweiz und im Fürstentum Liechtenstein die wahrscheinlich beste Netzabdeckung aller terrestrischen Funklösungen für die Zweiwegkommunikation. Gerade in Bergregionen kann es vorkommen, dass mit einem Polycom-Handfunkgerät ein Notruf möglich ist, wo kein Mobilfunkempfang vorhanden ist und auch der REGA-Notrufkanal (161,300 MHz) versagt. Beispiele von solchen Bergregionen sind:
- Region südlich der Cabane de Chanrion und Otemmagletscher
- Urbachtal

Polycom-Funkgeräte sind bei den Behörden und Organisationen für Rettung und Sicherheit (BORS) im Einsatz. Ein Notruf eines Polycom-Funkgerätes wird über die Polycom-Infrastruktur an die entsprechende Notrufzentrale innerhalb des Kantons weitergeleitet.

### Notruf über Notrufkanal (161,300 MHz)

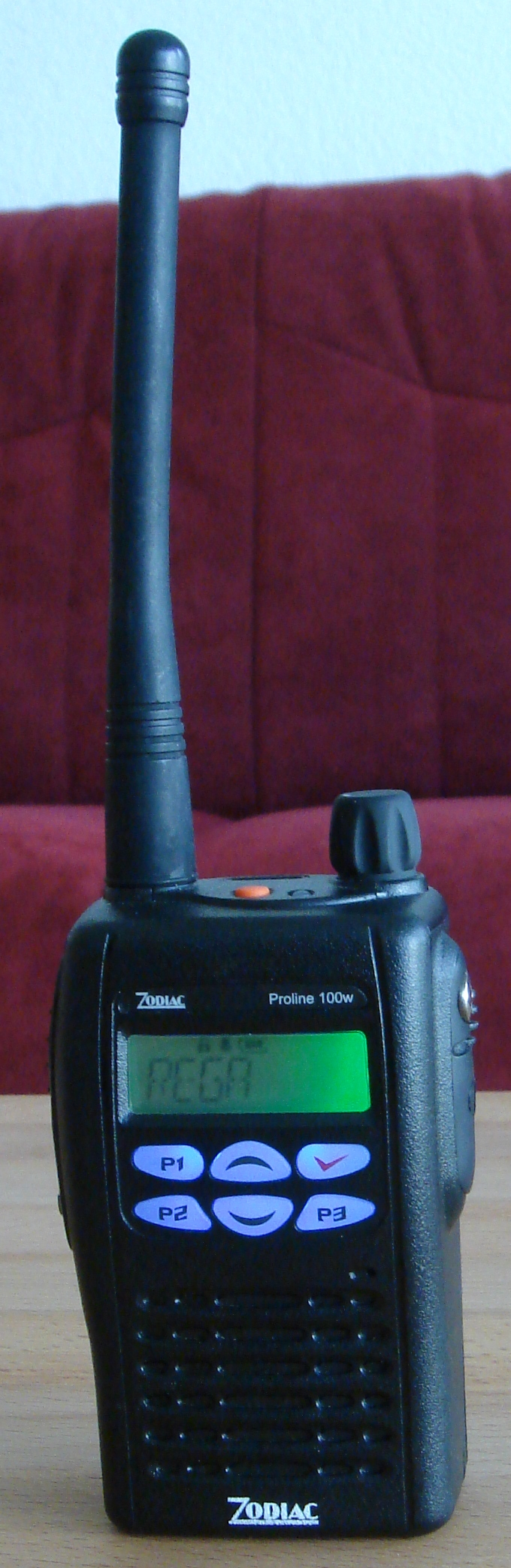
Handfunkgerät für den Notrufkanal

In einigen Regionen der Alpen besteht die Möglichkeit, im 2-Meter-Band auf der Frequenz 161,300 MHz („E-Kanal“, „Emergency“- oder „Notrufkanal“) einen Notruf abzusetzen. Dieser Notruf wird von einer Funkstation des dafür betriebenen Funknetzwerkes empfangen und an die dauernd besetzte Leitstelle weitergeleitet. Die Alarmierung über den Notrufkanal an eine dauernd besetzte Leitstelle ist in folgenden Regionen möglich:
| Region                | Dauernd besetzte Leitstelle | Funknetzwerkbetreiber           |
| --------------------- | --------------------------- | ------------------------------- |
| Schweiz (ohne Wallis) | REGA-Einsatzzentrale        | REGA (Regacom)                  |
| Wallis                | KWRO (VIVA)                 | KWRO und REGA (Regacom)         |
| Haute-Savoie          | SDIS 74 (CODIS)             | SDIS 74                         |
| Aostatal              | COR                         | Protezione Civile Valle d’Aosta |

Der „Notrufkanal“ steht jedermann (Bevölkerung, Dienststellen und Behörden) ausschließlich für die Alarmierung in Notfällen zur Verfügung. Über den Emergency- bzw. Notfunkkanal kann mittels eines dafür zugelassenen Funkgerätes Hilfe in Notfällen angefordert werden. Über den Emergency- bzw. Notfunkkanal soll ein Notruf nur dann erfolgen, wenn kein Mobilfunkempfang vorhanden ist und kein Telefon in erreichbarer Nähe zur Verfügung steht.
Das für den Notrufkanal betriebene Funknetzwerk erlaubt eine zuverlässige Alarmierung der Search-and-Rescue-Einsatzkräfte über den „Notrufkanal“ mit einem Handfunkgerät, wenn Sichtverbindung zu einer Funkstation besteht. Falls die 1. Fresnelzone frei von jeglichen Hindernissen, wie Sträucher, Bäume, Felsen, Haus- und Hüttenwände ist, kann mit einem Handfunkgerät zuverlässig ein Notruf über den „Notrufkanal“ zur in Sichtverbindung stehenden Funkstation abgesetzt werden.
Besteht keine Sichtverbindung zu einer Funkstation, ist die Alarmierung über den „Notrufkanal“ mit Handfunkgeräten unzuverlässig oder gar unmöglich. In solchen Fällen kann der Notruf per Satellitentelefon oder PLB erfolgen.
Eine weitere Alternative ist in der Schweiz der Einsatz eines Polycom-Handfunkgeräts. Polycom weist eine deutlich größere Anzahl an Funkstationen als der Notrufkanal auf. Dies führt insbesondere am Talboden zu einer generell besseren Netzabdeckung. Der „Notrufkanal“ ermöglicht in der Regel eine zuverlässige Alarmierung auf Berggipfeln und Berggraten, am Talboden kann in der Regel kein Notruf über den „Notrufkanal“ abgesetzt werden. Mit der Test-Taste des Handfunkgeräts kann getestet werden, ob ein allfälliger Notruf über den „Notrufkanal“ abgesetzt werden kann.
Technische Informationen zur Alarmierung:
Alarm: Alarm-Taste oder 5-Ton-Ruf 21414 (ZVEI-1/2); Quittung: 3 lange Töne und die Leitstelle meldet sich zu Wort.
Test: Test-Taste oder 5-Ton-Ruf 21301 (ZVEI-1/2); Quittung: 2 lange Töne.
Die Alarmierung der dauernd besetzten Leitstelle erfolgt mit dem Selektivruf und ist nur mit Tonsquelch 123,0 Hz (CTCSS) möglich! Ausnahme: In der Schweiz kann die Leitstelle auch ohne Tonsquelch erreicht werden.
Der „Notrufkanal“ basiert auf einem analogen Datenübertragungsverfahren mit Frequenzmodulation. Die Vorteile von einem digitalen Datenübertragungsverfahren, wie zum Beispiel die Vorwärtsfehlerkorrektur, werden für den „Notrufkanal“ nicht genutzt. Dies ist bereits ein Grund, weshalb nach Möglichkeit das Mobiltelefon an Stelle des Handfunkgeräts für das Absetzen eines Notrufes eingesetzt werden sollte.
An erhöhten Standorten kann der Mobilfunkempfang aus verschiedenen technischen Gründen unzuverlässig oder nicht vorhanden sein, obwohl Sichtverbindung zu einer Basisstation besteht und auf dem Display des Mobiltelefons ein guter bis sehr guter Mobilfunkempfang mit 4 oder mehr Signalbalken signalisiert wird. Als Beispiel für solche erhöhten Standorte sind die direkt an das Schweizer Mittelland angrenzenden Höhenzüge des Jura und der Voralpen zu nennen.
Im 3G/UMTS-Mobilfunknetz ist der Grund für den unzuverlässigen Mobilfunkempfang an diesen Standorten ein schlechter Ec/Io-Wert. UMTS ist ein Gleichwellennetz. Alle UMTS-Mobilfunkantennen eines Mobilfunkanbieters senden auf der gleichen Frequenz ein 5 MHz breites UMTS-Mobilfunksignal aus. Das Mobiltelefon kann das empfangene UMTS-Mobilfunksignal der nächsten Mobilfunkantenne über die Codierung (CDM) herausfiltern.
An erhöhten Standorten kann das Mobiltelefon das UMTS-Mobilfunksignal von zahlreichen Basisstationen empfangen. Ist die Signalstärke des Gesamtsignals (RSSI) aller empfangenen Mobilfunksignale von allen Mobilfunkantennen deutlich größer als die Signalstärke des am stärksten empfangenen Einzelsignal (RSCP) von einer einzigen Mobilfunkantenne (Ec/Io < −11 dB), kann das Mobiltelefon das Einzelsignal nicht mehr aus dem Gesamtsignal herausfiltern. In diesem Fall kann die Sprachtelefonie über das UMTS-Mobilfunknetz unzuverlässig sein. Für die zuverlässige Anmeldung im 3G/UMTS-Mobilfunknetz wird ein Ec/Io > −9 dB benötigt.
An erhöhten Standorten kann der Mobilfunkempfang im 2G/GSM-, 4G/LTE- und 5G-Mobilfunknetzwerk durch das Mobilfunksignal von anderen Mobilfunkantennen gestört werden, welche auf der gleichen Funkfrequenz senden. Diese Störsignale verschlechtern das Träger-Interferenz-Verhältnis (C/I).
An erhöhten Standorten mit unzuverlässigen oder fehlenden Mobilfunkempfang ist ein Handfunkgerät für den Notrufkanal eine geeignete Ergänzung zum Mobiltelefon. In tieferen Lagen kann der Notruf zuverlässig über das Mobiltelefon und in höheren Lagen mit dem Handfunkgerät über den Notrufkanal zur in Sichtverbindung stehenden Funkstation abgesetzt werden. Das Funknetzwerk für den „Notrufkanal“ ist auch ein Gleichwellennetz, arbeitet aber ohne Codemultiplexverfahren (CDM).
Dank der tiefen Funkfrequenz im VHF-Bereich funktioniert der Notrufkanal über große Distanzen. Für den Notrufkanal wird ein rund 16 kHz breites FM-Funksignal verwendet (16K0F3E). Die Reichweite einer per Funk mit Frequenzmodulation (FM) realisierten Sprachübertragung wird im Wesentlichen durch die FM-Schwelle begrenzt. Beim Einsatz einer Antenne mit großem Antennengewinn (> −5 dBi) und bei Sichtverbindung zur Funkstation kann mit dem Handfunkgerät zuverlässig eine Funkverbindung zur über 50 Kilometer entfernt stehenden Funkstation realisiert werden.

### Eisenbahn
Ein Notruf kann beispielsweise mit dem konventionellen analogen UIC-Zugfunk und dem digitalen Zugfunk GSM-R übertragen werden. Notrufe können vom Triebfahrzeugführer, vom Fahrdienstleiter, von betrieblichem Personal an der Strecke (mit GSM-R-Handgerät) oder von der Betriebszentrale ausgelöst werden.
Als Inhalt des Notrufs kann neben den gewöhnlichen Notrufinhalten auch ein Nothaltauftrag gegeben werden. Außerdem sind bestimmte Meldungen, wie beispielsweise über das Sanden bei niedriger Geschwindigkeit, bei Nichterreichbarkeit des zuständigen Fahrdienstleiters über einen Notruf abzugeben. Nach der Notdurchsage ist in jedem Fall die Notrufverbindung zu beenden; ergänzende Angaben sind über eine gewöhnliche Verbindung zu machen. Bei versehentlichem Aufbau einer Notrufverbindung muss dies jedoch vor Beenden der Verbindung mitgeteilt werden.

### Luftfahrt
Internationale Notruffrequenzen für die Luftfahrt sind 121,5 MHz für den zivilen und 243,0 MHz für den militärischen Luftverkehr. Der Notruf kann über ein Funksignal gesendet werden. Es ist allerdings auch möglich, die jeweilige Zentrale mit „declare emergency“ anzufunken. Sofern möglich, soll der Notruf Angaben zur Identifikation und Position des Absenders, zu Art und Umfang drohender oder eingetretener Schäden sowie zu notwendigen Hilfeleistungen enthalten.
Mit ELT ausgerüstete Luftfahrzeuge können beim Flugzeugabsturz automatisch den Notruf/Notsignal auslösen. Der ELT kann den Flugzeugabsturz mit Hilfe eines im ELT integrierten Beschleunigungssensor (G-Sensor) erkennen. Der ELT alarmiert über das COSPAS/SARSAT-Satellitennetzwerk die Search-and-Rescue-Einsatzkräfte.
Als Folge der Flugzeugabstürze MH370 und AF447 verlangen Flugsicherheitsbehörden, wie die EASA, von den Fluggesellschaften die stetige Überwachung ihrer Flugzeuge und deren aktuellen Positionen. Einige Fluggesellschaften verwenden für die Erfüllung dieser Vorgaben satellitengestütztes ADS-B. Die Flugsicherheitsbehörde EASA fordert die Übermittlung der aktuellen Position des Flugzeugs im Zyklus von 15 Minuten. Damit soll bei einem Flugzeugabsturz ohne Notruf/Notsignal das erforderliche Suchgebiet stark verkleinert werden, was den Rettungseinsatz der Search-and-Rescue-Einsatzkräfte beschleunigt.

### Seefahrt
In der Seeschifffahrt werden Notrufe per Seenotsignal oder per Funk im weltweiten Seenot- und Sicherheitsfunksystem GMDSS (Global Maritime Distress Safety System) abgesetzt, um auf gefährliche Situationen aufmerksam zu machen und Hilfeleistungen anzufordern. Der Funkverkehr kennt verschiedene Arten von Notrufen, die je nach Dringlichkeit des Notfalls zu verwenden sind. Sofern möglich, soll der Notruf Angaben enthalten zur Identifikation und Position des Absenders, zu Art und Umfang drohender oder eingetretener Schäden sowie zu notwendigen Hilfeleistungen.
- 2182 kHz Internationale Ruf- und Notruf-Frequenz See
- 2187,5 kHz DSC – Digital selective calling for distress, safety and calling
- Kanal 70 (156,525 MHz) DSC – Digital selective calling for distress, safety and calling
- Kanal 16 (156,800 MHz) Not-, Dringlichkeits- und Sicherheitsverkehr im mobilen Seefunk

Über die UKW-Kanäle 16 und 70 sowie Grenzwelle 2187,5 kHz kann auch die Deutsche Gesellschaft zur Rettung Schiffbrüchiger erreicht werden. An Europäischen Küsten funktioniert 112 über Mobiltelefon.
Notrufe/Notsignale können auch automatisch ausgelöst und gesendet werden, zum Beispiel beim Kentern oder Sinken eines Schiffes mittels einer dafür konzipierten Boje. In diesem Fall löst der EPIRB automatisch über das COSPAS/SARSAT-Satellitennetzwerk in einer Seenotzentrale Alarm aus und von dort aus wird die Suche und die Rettung des Havaristen gesteuert. Moderne EPIRB's senden gleichzeitig zwei Notsignale aus. Neben dem Notsignal über das COSPAS/SARSAT-Satellitennetzwerk auch ein Notsignal über das AIS. Das über AIS ausgesendete Notsignal wird von den in der näheren Umgebung befindlichen Schiffen empfangen. Rettungswesten können mit AIS-SART ausgerüstet sein. Mit AIS-SART ausgerüstete Rettungswesten dienen der zuverlässigen Alarmierung im Fall von Mann über Bord. Die Übermittlung per AIS der aktuellen Position von in Seenot geratenen Schiffen, Rettungsbooten oder Personen kann den Rettungseinsatz beschleunigen.
In der Seefahrt sind zudem pyrotechnische Seenotsignalmittel üblich. Siehe auch Mayday, Pan-pan, SOS, Seenot, Mann über Bord, Seefunk.

## Notruf per Satellitenkommunikation
Außerhalb der Mobilfunknetzabdeckung kann der Notruf in der Regel nur noch zuverlässig per Satellitenkommunikation erfolgen. Grundsätzlich ist für eine zuverlässige Funkverbindung die Sichtverbindung zwischen Sende- und Empfangsantenne erforderlich. In Gebieten ohne Mobilfunkempfang ist in der Regel kein zuverlässiger terrestrischer Funk für das Absetzen eines Notrufes vorhanden. In solchen Regionen ermöglicht einzig die Satellitenkommunikation das einigermaßen zuverlässige Absetzen eines Notrufes.
Damit ein Notruf zuverlässig per Satellitenkommunikation erfolgen kann, muss Sichtverbindung zum Satelliten bestehen und die erste Fresnelzone frei von jeglichen Hindernissen sein. Die Satellitenkommunikation muss in einem Frequenzband erfolgen, welche nicht wesentlich durch die Erdatmosphäre gestört werden kann. Für die zuverlässige Satellitenkommunikation mit portablen Handgeräten werden deshalb gerne Funkfrequenzen im L-Band eingesetzt. Damit die Satellitenkommunikation nicht durch die Vegetation gestört werden kann, müssen Funkfrequenzen im unteren Bereich des UHF-Frequenzbandes eingesetzt werden (300–1000 MHz).
In Gebieten mit terrestrischen Funkempfang im UKW- oder UHF-Frequenzband sollte ein Notruf immer über terrestrischen Funk, Mobilfunk oder über ein Festnetztelefon abgesetzt werden. Terrestrischer Funk im UKW- oder UHF-Frequenzband ist zuverlässiger als jegliche Satellitenkommunikation mit portablen Handgeräten. Terrestrischer Funk weist im inneren Bereich einer Funkzelle deutlich größere durchschnittliche Verbindungsreserven (link margin) auf als Satellitenkommunikation. Bei großen Verbindungsreserven ist eine Funkverbindung auch bei fehlender Sichtverbindung möglich, wenn zum Beispiel ein Hügel, Wald oder ein Gebäude die Sichtverbindung zwischen Sende- und Empfangsantenne unterbricht. Die Erdatmosphäre und der Van-Allen-Gürtel schützen den terrestrischen Funk vor kosmische Störungen wie dem Sonnenwetter und der kosmischen Strahlung.

### Notfunkbake

#### Alarmierung über das COSPAS-SARSAT-Satellitennetzwerk
Mit Notfunkbaken kann von Hand oder automatisch der Notruf/Notsignal ausgelöst werden. Der Notfunkbake alarmiert über das weltweite COSPAS-SARSAT-Satellitennetzwerk die Search-and-Rescue-Einsatzkräfte. In der Regel kommen dabei kleine Funksender zum Einsatz, mit deren Hilfe Satelliten oder Search-and-Rescue-Einsatzkräfte rettungsbedürftige Schiffe, Personen oder Flugzeuge orten können.
Für die Luftfahrt optimierte Notfunkbaken werden als ELT (emergency locator transmitter) bezeichnet. Die für den personenbezogenen Einsatz an Land und küstennahe Gewässer optimierten Notfunkbaken, z. B. für Wanderer, Skifahrer, Kanufahrer, Schneemobilfahrer tragen die Bezeichnung PLB (personal locator beacon). EPIRB ist die Bezeichnung für die Schifffahrt optimierte Notfunkbaken, dient aber auch als Oberbegriff für Notfunkbaken unabhängig von ihrem Einsatzgebiet, da die Alarmierung bei allen nach denselben Prinzipien funktioniert.
Dank den MEOSAR-Satelliten ist der über das weltweite COSPAS-SARSAT-Satellitennetzwerk alarmierende Notfunkbake das zuverlässigste Kommunikationsmittel für das Absetzen von Notrufen in Regionen ohne Mobilfunkempfang. Praktisch immer steht mindestens ein COSPAS-SARSAT-Satellit sehr hoch am Himmel, was das zuverlässige Absetzen eines Notrufes weltweit gewährleistet.
Die über das COSPAS-SARSAT-Satellitennetzwerk alarmierenden Notfunkbaken ermöglichen keine Zweiwegkommunikation mit den Search-and-Rescue-Einsatzkräften.

#### Alarmierung über ein kommerzielles Satellitennetzwerk
Neben den über das öffentliche COSPAS-SARSAT-Satellitennetzwerk alarmierende Notfunkbake sind auch einige über ein kommerzielles Satellitennetzwerk alarmierende Notfunkbaken erhältlich. Nennenswert sind:
- über das Globalstar-Satellitennetzwerk alarmierende Notfunkbaken wie der SPOT.
- über das Iridium-Satellitennetzwerk alarmierende Notfunkbaken mittels Iridium Short Burst Data (SBD) wie die Garmin inReach-Produktserie.

Die über kommerzielle Satellitennetzwerke alarmierenden Notfunkbaken sind meistens als GNSS-Tracker im Handel erhältlich und bieten häufig auch die Funktionen eines klassischen GNSS-Empfängers an. Die über ein kommerzielles Satellitennetzwerk alarmierende Notfunkbake kann als Ergänzung zum über das weltweite COSPAS-SARSAT-Satellitennetzwerk alarmierende Notfunkbake in Regionen ohne Mobilfunkempfang eingesetzt werden.
Für die über kommerzielle Satellitennetzwerk alarmierende Notfunkbaken gelten die gleichen Hinweise und Nachteile wie für die Satellitentelefone. Die über kommerzielle Satellitennetzwerke alarmierenden Notfunkbaken ermöglichen eine indirekte Zweiwegkommunikation mit Kurzmitteilungen mit den Search-and-Rescue-Einsatzkräften.

### Mobiltelefon mit integriertem Satellitenkommunikationsmodul
Seit dem Jahr 2022 sind Mobiltelefone mit integriertem Satellitenkommunikationsmodul erhältlich. Das im Mobiltelefon integrierte Satellitenkommunikationsmodul erlaubt die Alarmierung der Search-and-Rescue-Einsatzkräfte über ein kommerzielles Satellitennetzwerk. Die über kommerzielle Satellitennetzwerke alarmierenden Mobiltelefone ermöglichen eine indirekte Zweiwegkommunikation mit Kurzmitteilungen mit den Search-and-Rescue-Einsatzkräften. Die in den Mobiltelefonen integrierten Satellitenkommunikationsmodule können nur in Gebieten und Ländern eingesetzt werden, welche vom Anbieter für diesen Satelliten-basierten Notrufdienst freigeschaltet wurden.
Mobiltelefone mit integriertem Satellitenkommunikationsmodul können als Ergänzung zum über das weltweite COSPAS-SARSAT-Satellitennetzwerk alarmierende Notfunkbake in Regionen ohne Mobilfunkempfang eingesetzt werden. Für die über kommerzielle Satellitennetzwerke alarmierenden Mobiltelefone gelten die gleichen Hinweise und Nachteile wie für die Satellitentelefone.

#### Alarmierung über das Globalstar-Satellitennetzwerk
Das in einigen wenigen neueren Modellen des IPhone integrierte Satellitenkommunikationsmodul verwendet für die Alarmierung der Search-and-Rescue-Einsatzkräfte das Satellitennetzwerk von Globalstar. Dieses Satellitenkommunikationsmodul verwendet im Downlink das S-Band und im Uplink das L-Band. Das Globalstar-Satellitennetzwerk verwendet für die Satellitenkommunikation mit CDMA die Vorteile der Frequenzspreizung. Frequenzspreizung verbessert generell den Funksignalempfang. Kein anderes, heute im L-Band arbeitendes, kommerzielles Satellitennetzwerk nutzt die Vorteile der Frequenzspreizung. Da die Globalstar-Satelliten untereinander keinen Kontakt haben, können nur Notrufe weitergeleitet werden, wenn sich in der Ausleuchtungszone des jeweiligen Satelliten gleichzeitig eine Bodenstation befindet. Deshalb beschränkt sich die Netzabdeckung des Globalstar-Satellitennetzwerks auf Landgebiete und küstennahe Gewässer. Damit eine bestehende Globalstar-Bodenstation Notrufe von IPhones via Satellit empfangen kann, muss die Bodenstation mit neuer leistungsfähigeren Sende- und Empfangstechnik ausgerüstet werden.

#### Alarmierung über das Iridium-Satellitennetzwerk
Iridium ist neben Globalstar einer der wenigen Satellitennetzwerkbetreiber, welcher heute über eine weltweit gültige Funklizenz zur Nutzung des L-Bands verfügt. Nur mit der Nutzung eines niederfrequenten Frequenzbands, wie zum Beispiel dem L-Band, kann zuverlässig ein Notruf via Satellit an die Search-and-Rescue-Einsatzkräfte übermittelt werden. Iridium investiert im Projekt „Stardust“ rund 10 Millionen US-Dollars, um die in Betrieb stehende 2. Generation des Iridium-Satellitennetzwerks (Iridium NEXT) 5G-tauglich zu machen. Iridium plant im Projekt „Stardust“ ihre aktuelle Satellitenflotte durch Softwareanpassungen vollständig kompatibel zum 3GPP-Standard des Mobilfunks zu machen. Diese Softwareanpassungen erlauben M2M-Anwendungen über Iridium-Satelliten nach dem 3GPP-Standard. Das Iridium-Satellitennetzwerk wird frühestens 2026 tauglich für 5G-fähige Mobiltelefone sein. Obwohl die Netzabdeckung von Iridium technisch den weltweiten Einsatz, inklusive den Polkappen, erlauben würde, wird auch in ferner Zukunft die Alarmierung über das Iridium-Satellitennetzwerk in einigen Staaten aus kommerziellen und rechtlichen Gründen nicht unterstützt werden.
Die in zukünftigen Android-Smartphones integrierten Satellitenkommunikationsmodule ermöglichen den Notruf über das Iridium-Satellitennetzwerk nach 3GPP-Standard. Das Betriebssystem Android unterstützt ab Version 15 den Versand und Empfang von Kurzmitteilungen per Satellitenkommunikation.

### Satellitentelefon
Als Ergänzung zum über das weltweite COSPAS-SARSAT-Satellitennetzwerk alarmierende Notfunkbake können in Regionen ohne Mobilfunkempfang Satellitentelefone eingesetzt werden. Satellitentelefone ermöglichen die Sprachtelefonie auch in Regionen ohne Mobilfunkempfang. Satellitentelefone bieten in der Regel keinen weltweiten Empfang. Vor dem Einsatz eines Satellitentelefons sollte abgeklärt werden, ob mit dem einzusetzenden Satellitentelefon überhaupt Empfang vorhanden ist und der Betreiber des Satellitennetzwerks diese Region abdeckt. Weiter sollte für die Einsatzregion die Position des Satelliten am Himmel abgeklärt werden. Mit einer Smartphone-App zum Satellitentracking kann der aktuelle Standort des Satelliten am Himmel berechnet werden. Zur Berechnung des aktuellen Satellitenstandorts benötigt die Satellitentracking-App aktuelle TLE-Daten.
Über das Iridium-Satellitennetzwerk ist weltweiter Empfang möglich, jedoch kann der Iridium-Empfang zeitweise ausfallen. Bei einem Iridium-Empfangsausfall befindet sich ein Objekt in der ersten Fresnelzone und stört die Sichtverbindung vom Satellitentelefon zum Satelliten. Iridium-Satelliten befinden sich außerhalb der Polarregion zeitweise sehr tief am Himmel. Deshalb ist die Satellitenkommunikation über das Iridium-Satellitennetzwerk sehr anfällig für Störungen der Sichtverbindung. Darum ist der über das weltweite COSPAS-SARSAT-Satellitennetzwerk alarmierende Notfunkbake das zuverlässigere Kommunikationsmittel für das Absetzen von Notrufen in Regionen ohne Mobilfunkempfang.
Satellitentelefone nutzen Funkfrequenzen im L-Band. Deshalb ermöglichen Satellitentelefone keine zuverlässige Satellitenkommunikation, wenn Vegetation in die erste Fresnelzone hineinragt und die Sichtverbindung vom Satellitentelefon zum Satellit stört.
Beim Absetzen eines Notrufes per Satellitentelefon ist zu beachten, dass Satellitentelefone generell die Wahl der dreistelligen Notrufnummern, wie zum Beispiel „112“, nicht unterstützen. Bei der Wahl einer Telefonnummer ist bei Satellitentelefon die Ländervorwahl Pflicht! Ausnahmen sind im Iridium-Satellitennetzwerk die Notrufnummern:
- 911 auf dem Festland der USA
- 000 und 112 auf dem Festland von Australien

## Notruf über das Internet per Voice over IP
Im Moment ist es nicht möglich, über das Internet einen Notruf zu tätigen, ohne ein Festnetz-Gateway zu nutzen. Es existiert weder eine SIP-Adresse noch ein ENUM-Eintrag.
In den USA müssen auch VoIP-Anbieter ermöglichen, dass die Telefone ihrer Kunden unter der Notrufnummer 911 die örtliche Notrufleitstelle erreichen und dass an diese die Information über den Standort des Telefons und seine Rufnummer automatisch übermittelt werden. In mehreren europäischen Ländern und nach Beschluss der EU möglicherweise auch in allen Mitgliedsländern werden voraussichtlich ähnliche Bestimmungen erlassen, wenn die laufenden Anhörungsverfahren abgeschlossen sind.
In Deutschland ist nach derzeit geltendem Recht jeder Anbieter von Telekommunikationsdienstleistungen für die Öffentlichkeit dazu verpflichtet, das Routing von Notrufen zu den jeweiligen Leitstellen zu gewährleisten. Die VoIP-Anbieter versuchen jedoch oft, durch einschränkende Klauseln in ihren AGB diese Anforderung zu umgehen. Spätestens mit der Veröffentlichung der Notrufverordnung wird auch für VoIP eine einheitliche Vorgehensweise für alle Anbieter Pflicht.
Einige Anbieter von IP-Telefonie lösen dies, indem sie bei der Anmeldung eines Teilnehmers dessen Adresse erfassen und diese der Notrufzentrale zur Verfügung stellen. Solange der Teilnehmer seinen Anschluss nur von der angemeldeten Adresse nutzt, ist somit eine Lokalisierung möglich. Die nomadische Nutzung (Benutzung an einem anderen Ort als der angemeldeten Adresse) macht natürlich diese Lokalisierung unmöglich; konsequenterweise verbieten einige Anbieter diese.

## Missbrauch
Das absichtliche oder wissentliche Absetzen eines unbegründeten Notrufes stellt in Deutschland ein Vergehen dar (§ 145 StGB). Der Missbrauch begründet ferner eine Schadensersatzpflicht gegenüber den beteiligten Organisationen und anderen. In Österreich ist der Missbrauch gemäß § 1 des Bundesgesetzes vom 24. Mai 1929 gegen den Missbrauch von Notzeichen strafbar. Der Missbrauch wird auch in anderen Staaten ähnlich geahndet.
Auf der anderen Seite ist jedermann zur Hilfeleistung verpflichtet und macht sich andernfalls der unterlassenen Hilfeleistung schuldig (§ 323c StGB). Der Gesetzgeber geht davon aus, dass das Absetzen bzw. Weiterleiten eines Notrufes für jedermann jederzeit zumutbar sein dürfte. In den Feuerschutzgesetzen der deutschen Länder steht eindeutig, dass jeder verpflichtet ist, Gefahrenmeldungen unverzüglich weiterzuleiten (beispielsweise im BHKG (NRW) § 42 Meldepflicht).
Während es in Deutschland früher wie in anderen Ländern ebenso ohne aktive SIM-Karte im Mobiltelefon möglich war, über 110 bzw. 112 einen Notruf abzusetzen, wurde diese Möglichkeit wegen zunehmender missbräuchlicher Anrufe 2009 aufgehoben.
In den USA hat sich mit Swatting eine Sonderform des Notrufmissbrauchs entwickelt. Dabei werden mittels eines anonymisierten Anrufs bei der Polizei schwerwiegende Delikte im Haus eines Prominenten oder einer missliebigen Person gemeldet, damit ein SWAT-Team das gemeldete Objekt erstürmt, wobei die Gefahr von Sach- und Personenschäden für die Bewohner des Hauses entsteht. Soweit der Anrufer später ermittelt werden kann, muss er neben strafrechtlichen Konsequenzen auch die teilweise fünfstelligen Kosten des SWAT-Einsatzes tragen.

## Notrufzentrale

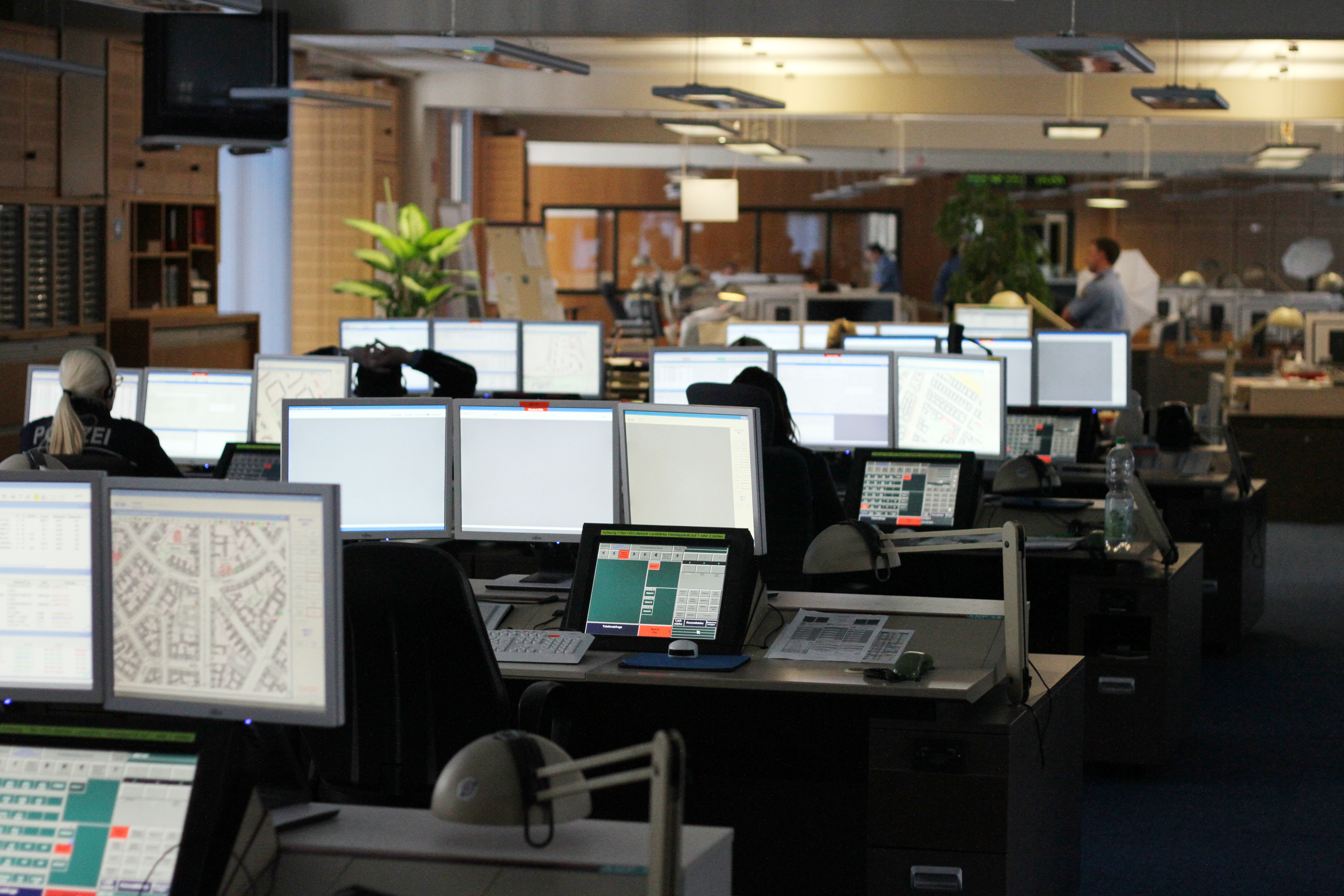
Notrufzentrale der Polizei Berlin

In der Notrufzentrale werden Notmeldungen entgegengenommen, beurteilt und an die Zuständigen Behörden oder Organisationen weitergeleitet. Viele Staaten betreiben eine zentrale Notrufzentrale, die unter einer einheitlichen Telefonnummer erreichbar ist. In Europa ist das die einheitliche Notrufnummer 112.
In einigen Ländern gibt es unterschiedliche Telefonnummern für die Polizei (Verbrechen und Verkehrsunfälle), für die Feuerwehr (Brand) und für die Rettungsdienste (Unfälle und schwere Verletzungen oder Erkrankungen).